# Biserica „Sfântul Nicolae” din Globu Craiovei

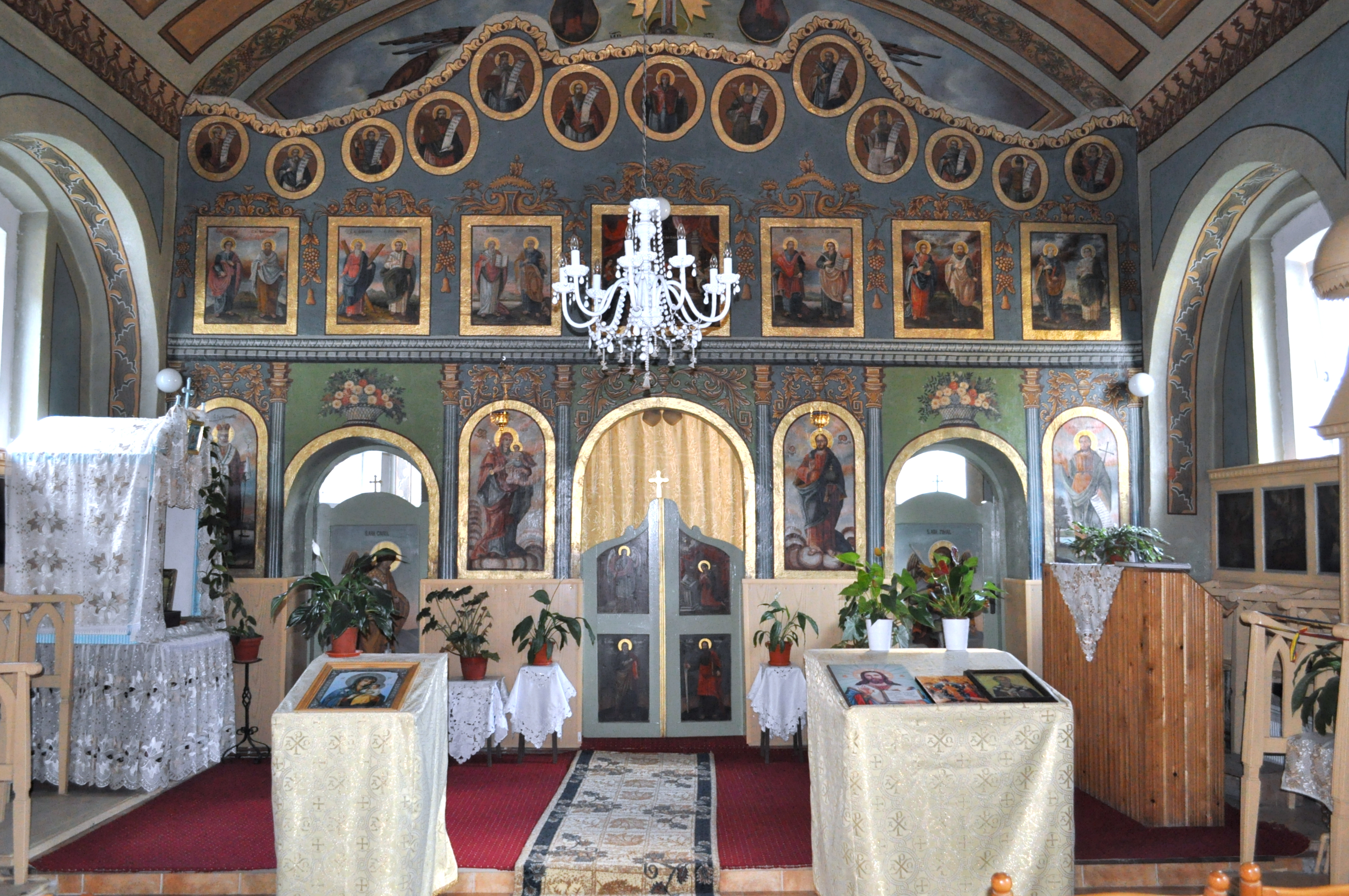
Nava spre iconostas

Biserica „Sfântul Ierarh Nicolae” din Globu Craiovei, comuna Iablanița, județul Caraș-Severin, a fost ridicată în anul 1806. Lăcașul de cult figurează pe lista monumentelor istorice 2015, cod LMI CS-II-m-B-11118.

## Localitatea
Globu Craiovei (în maghiară Kiskirálymező, în trad. "Câmpul mic al Regelui") este un sat în comuna Iablanița din județul Caraș-Severin, Banat, România. Prima mențiune documentară este din anul 1547, cu denumirea Glob.

## Istoric și trăsături
Biserica a fost ridicată cu osteneala întregii obști a satului, în anul 1806. Pictura a fost realizată în anul 1906 de către pictorul Bartolomeu Delliomini. În ultimii ani s-au făcut lucrări ample de renovare, inclusiv refacerea picturii de către pictorul Ioan Albulescu. Biserica este în mod eronat trecută pe lista monumentelor istorice ca fiind de lemn, singura parte a construcției realizată din lemn fiind turnul-clopotniță. În Globu Craiovei a existat o biserică de lemn, distrusă de inundațiile catastrofale din 1904. 

## Imagini din exterior

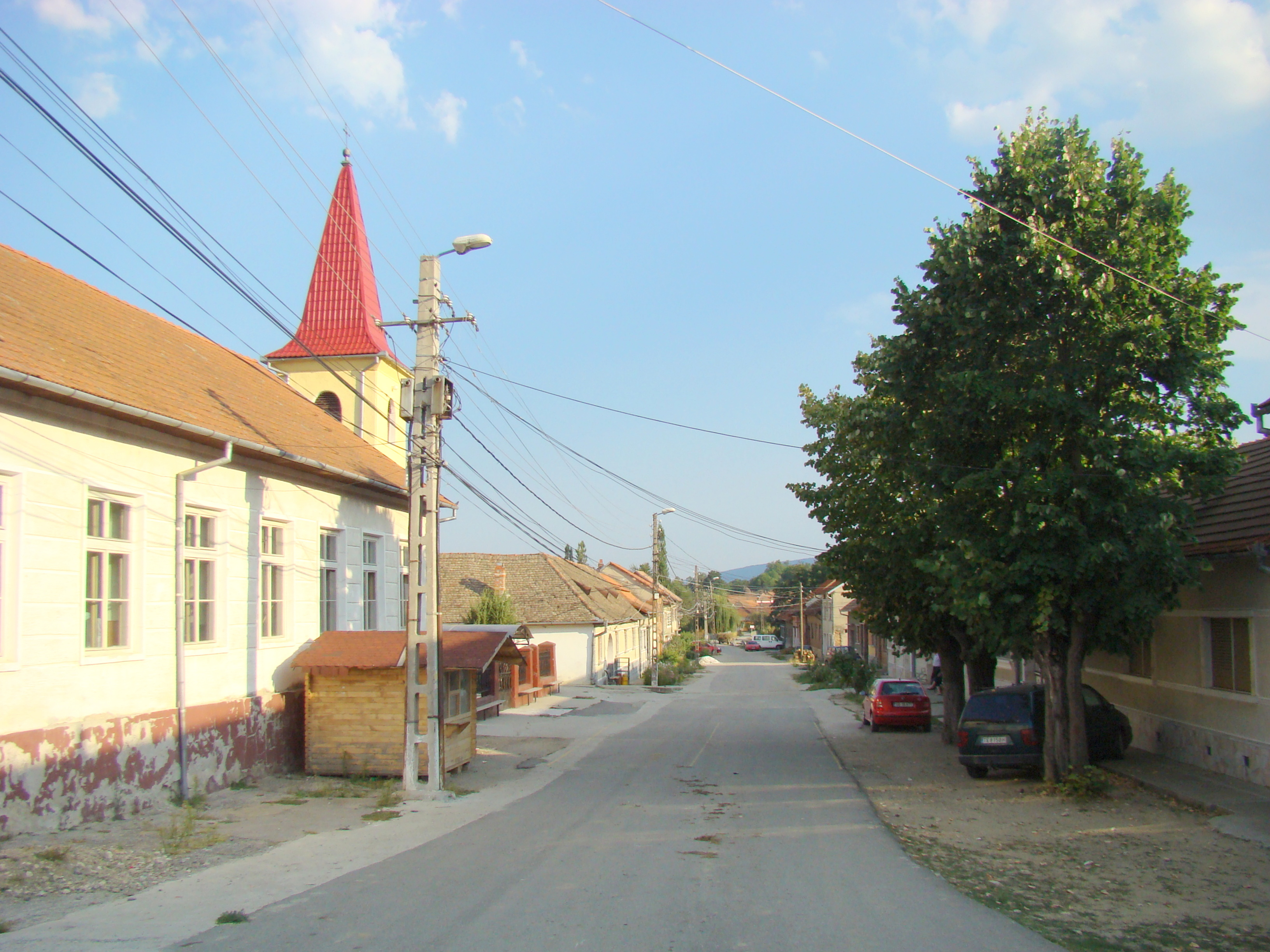
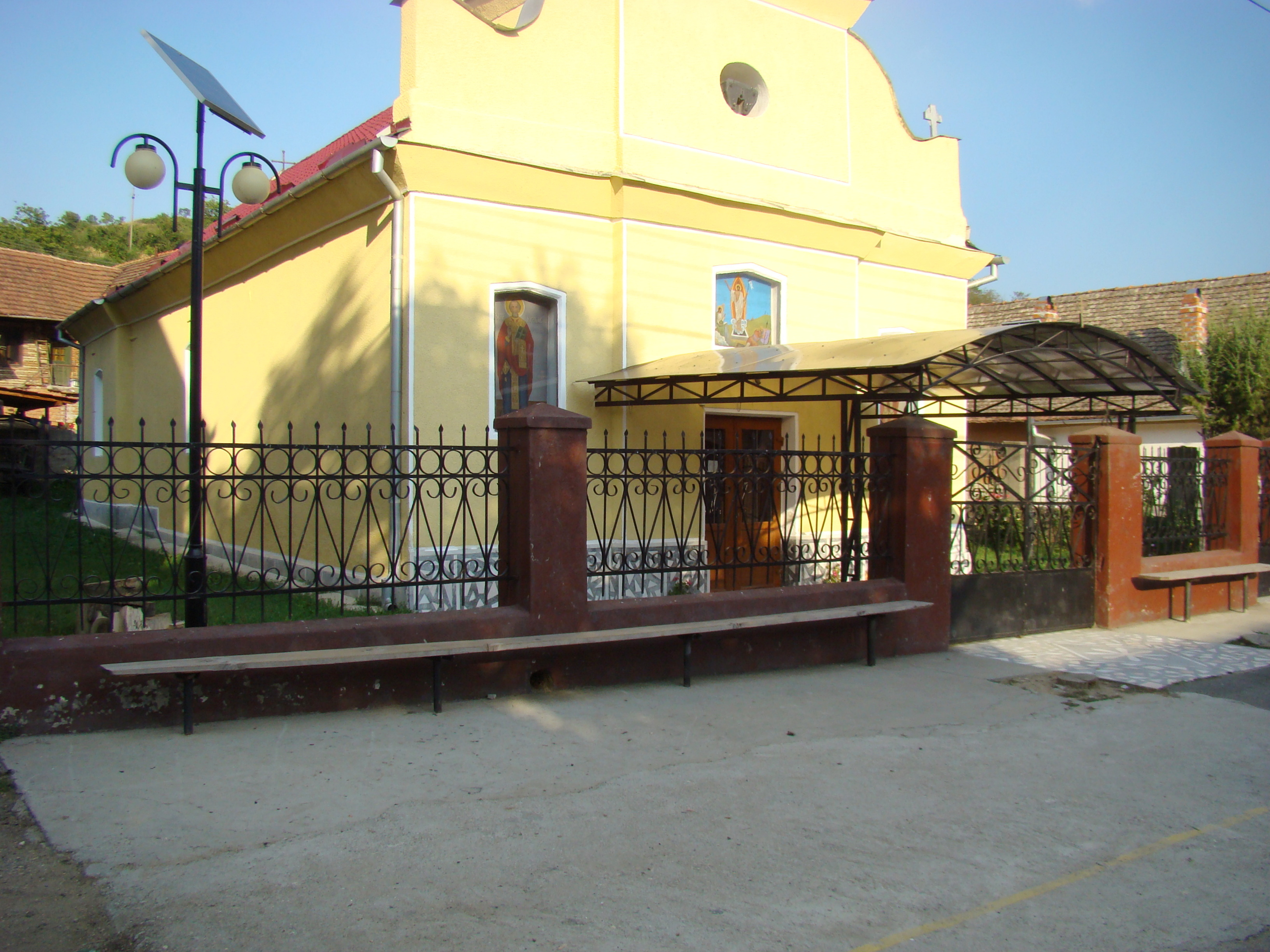
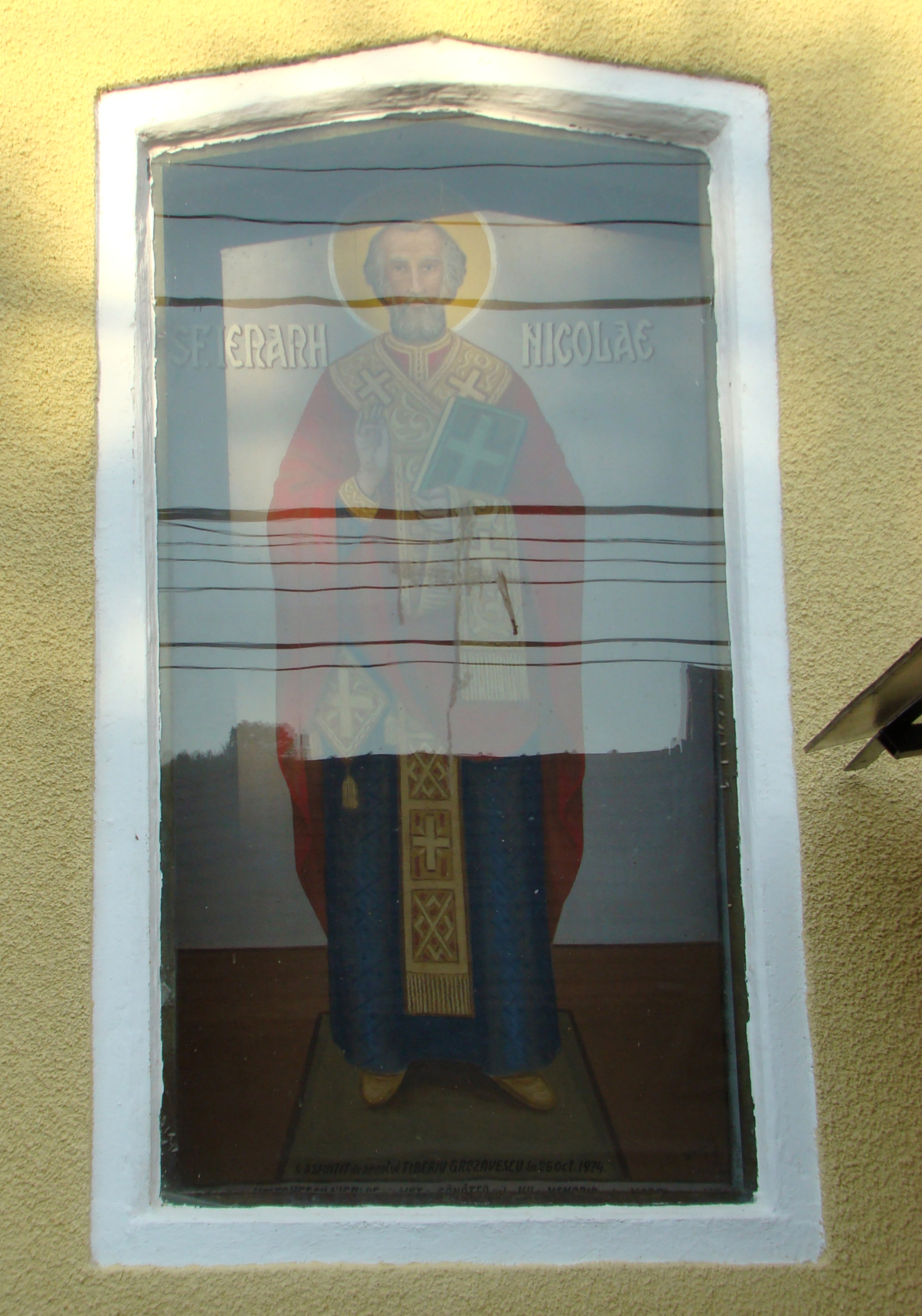
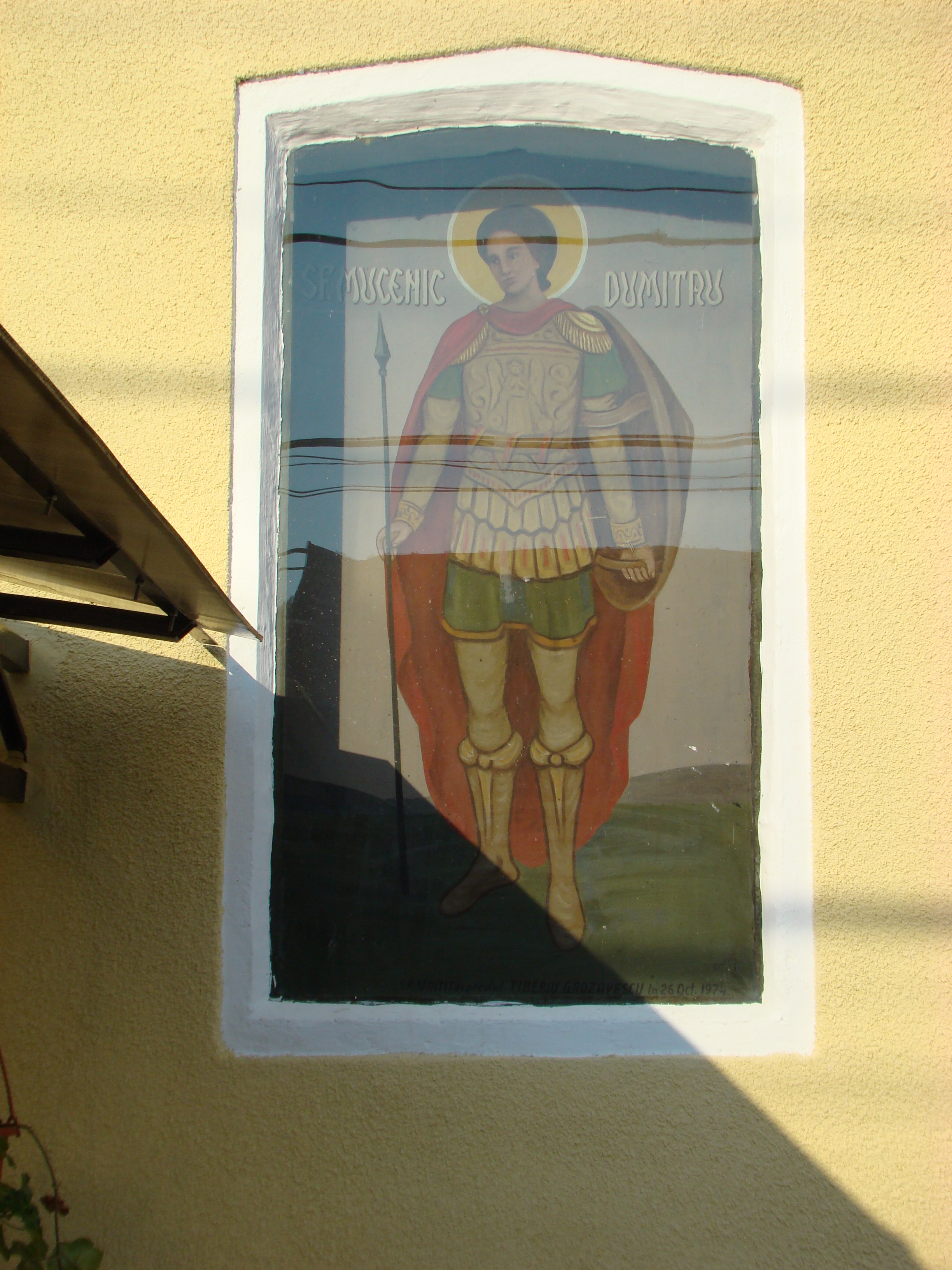
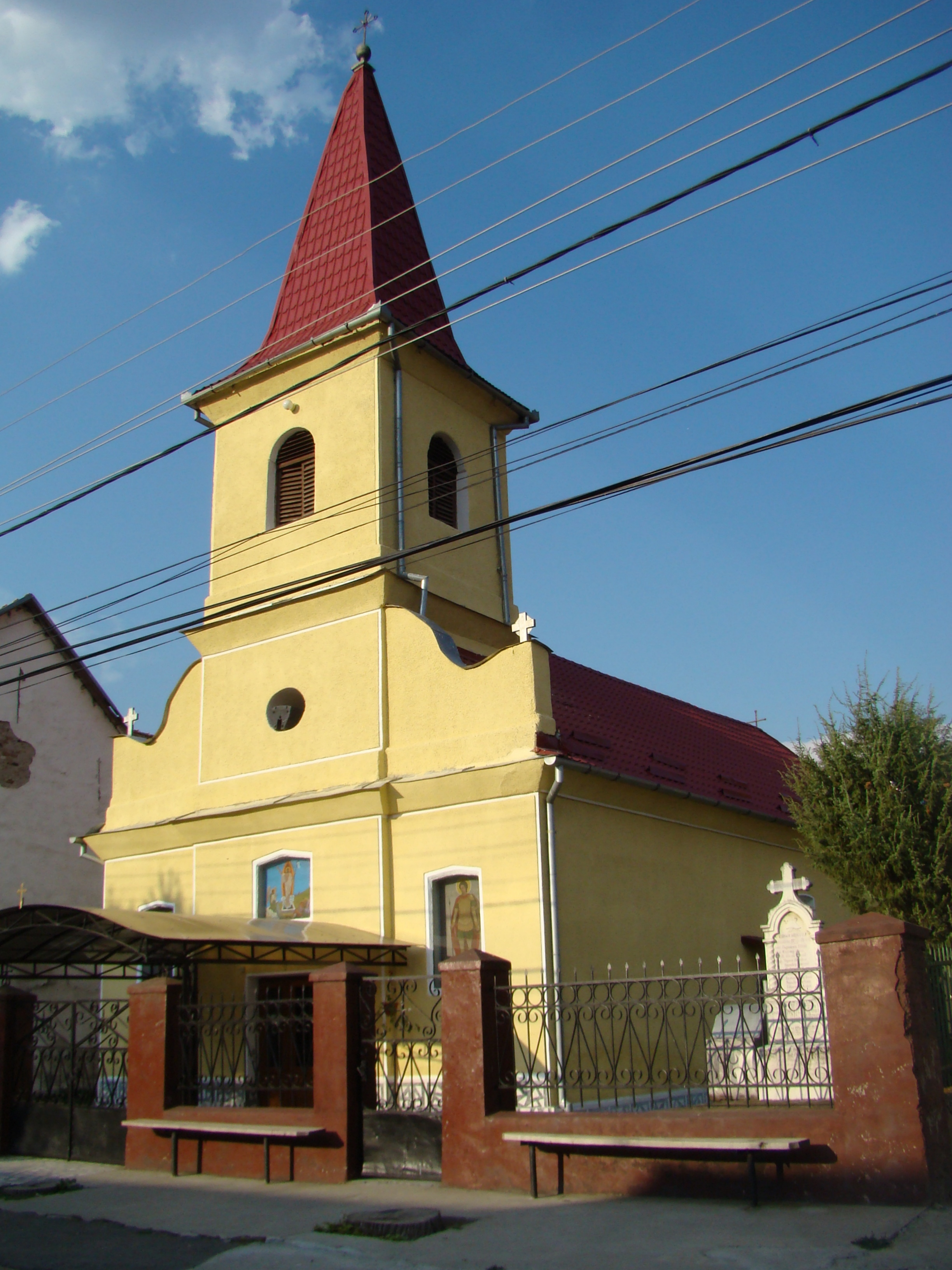
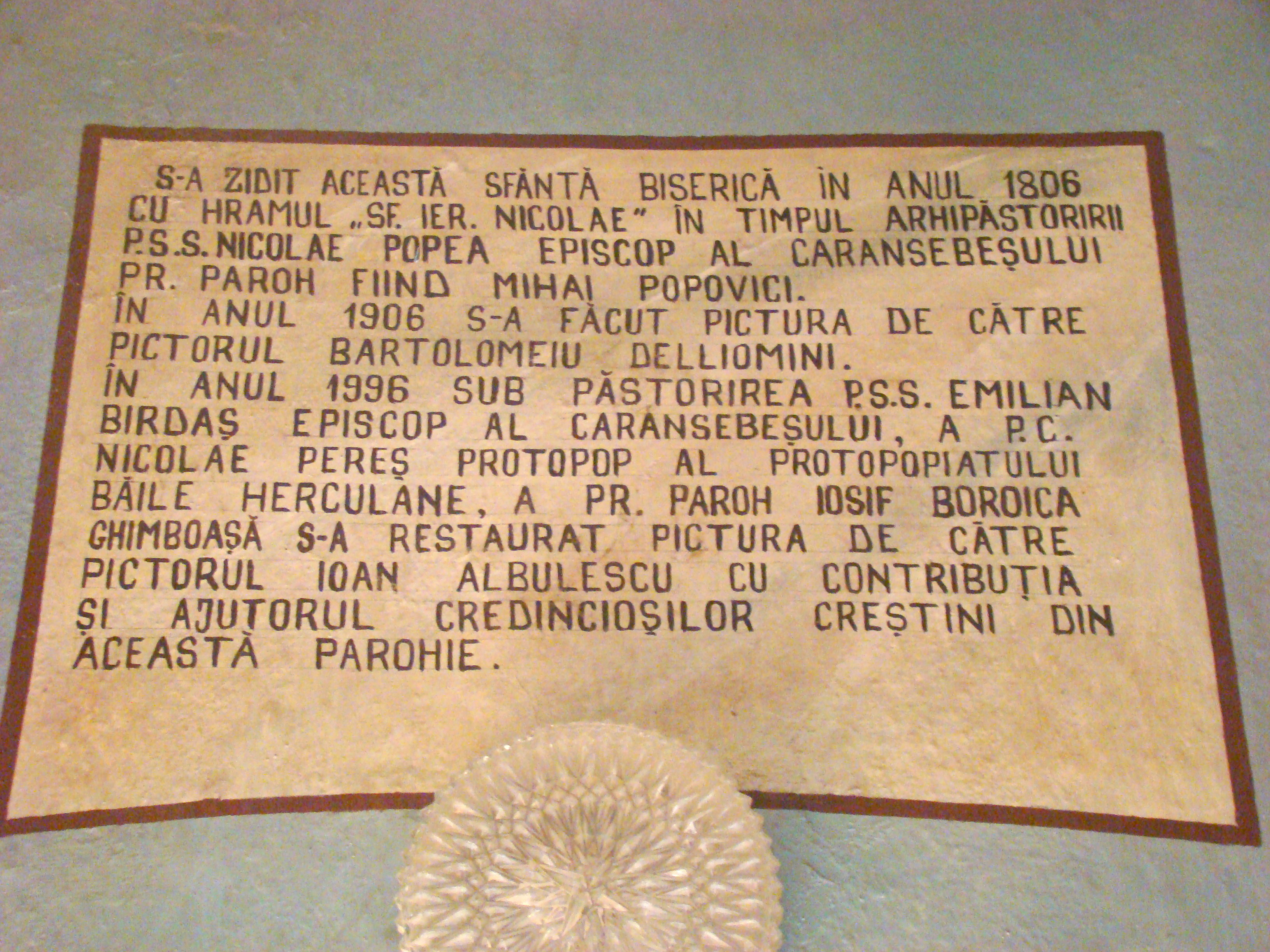
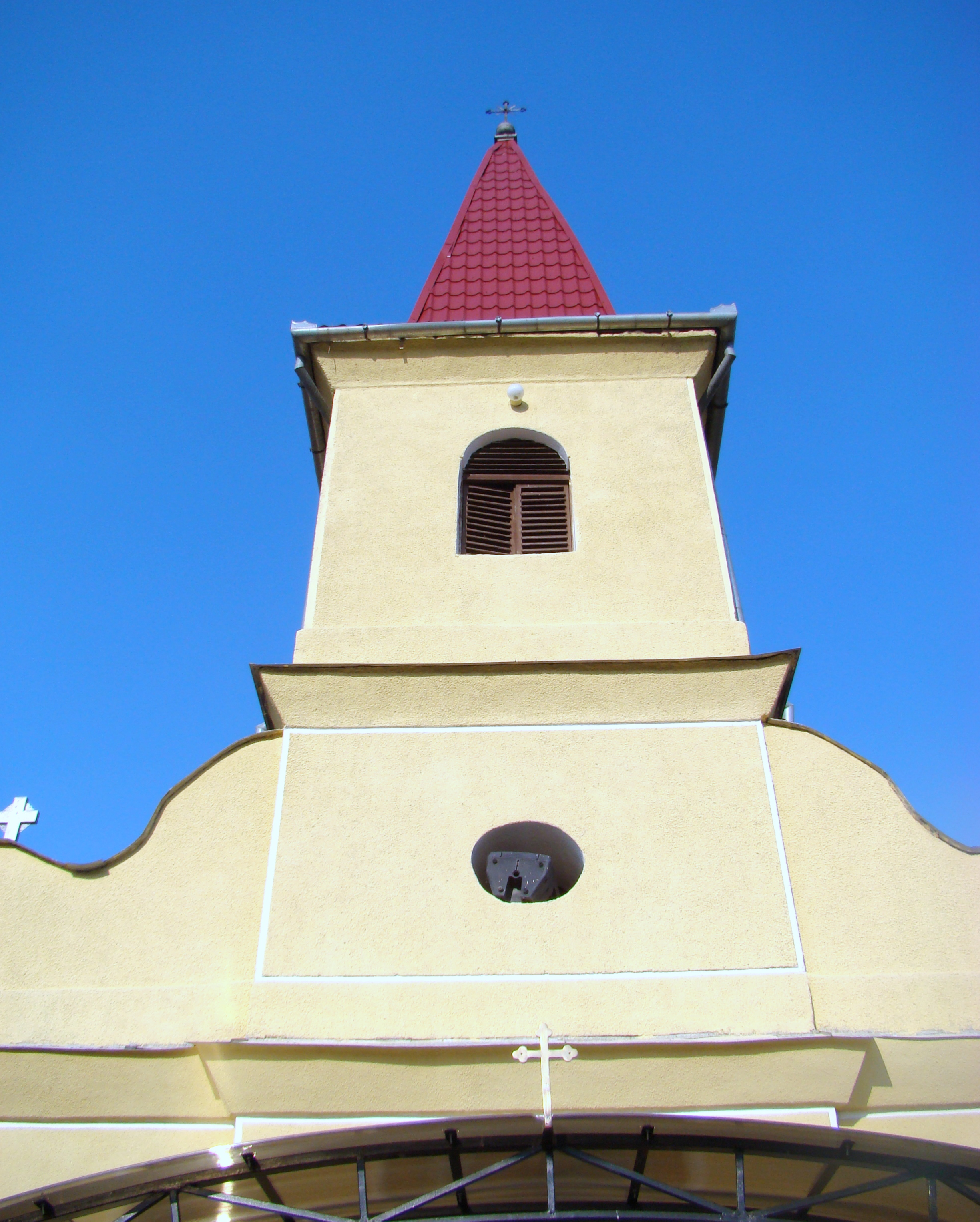
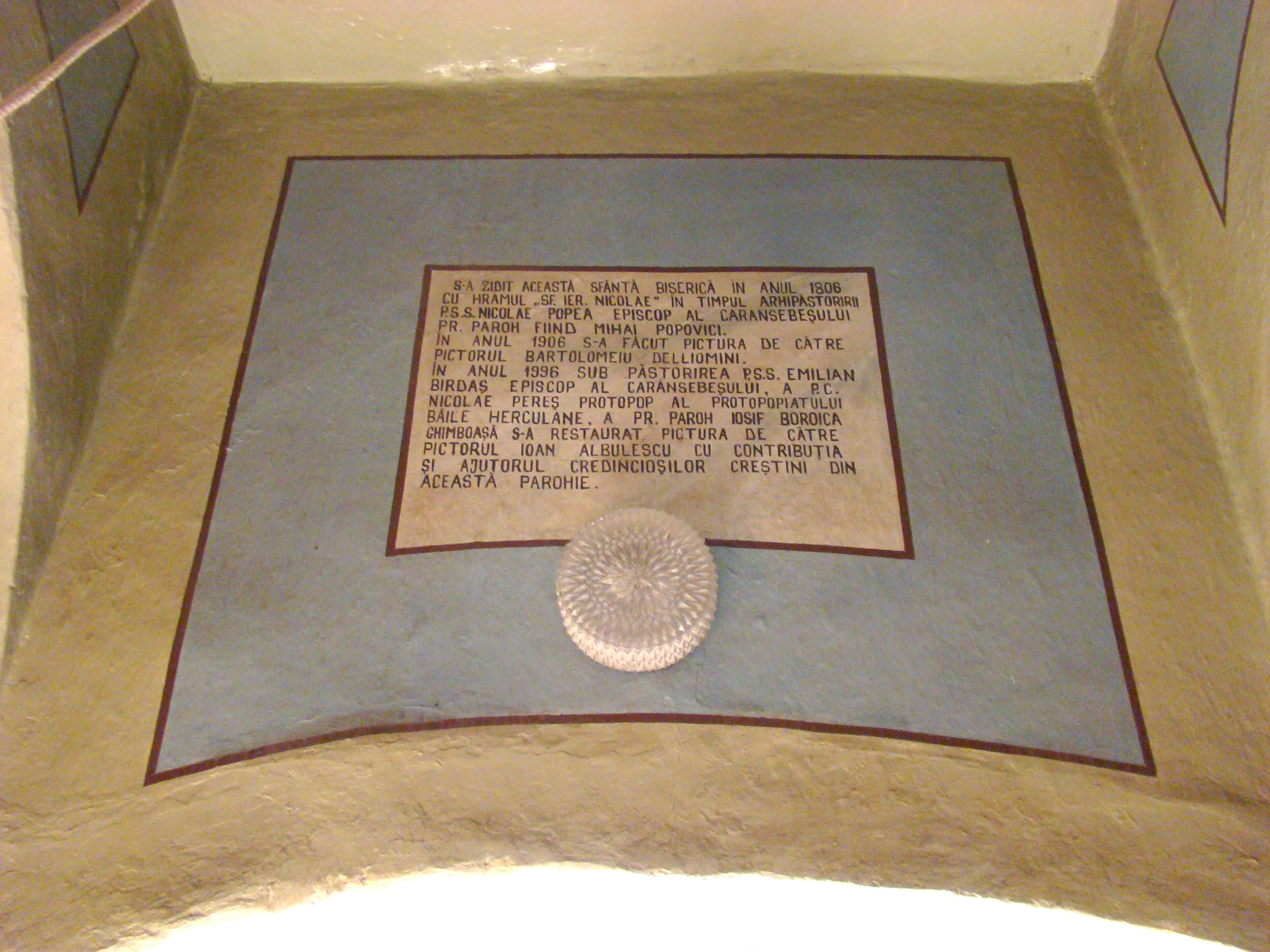
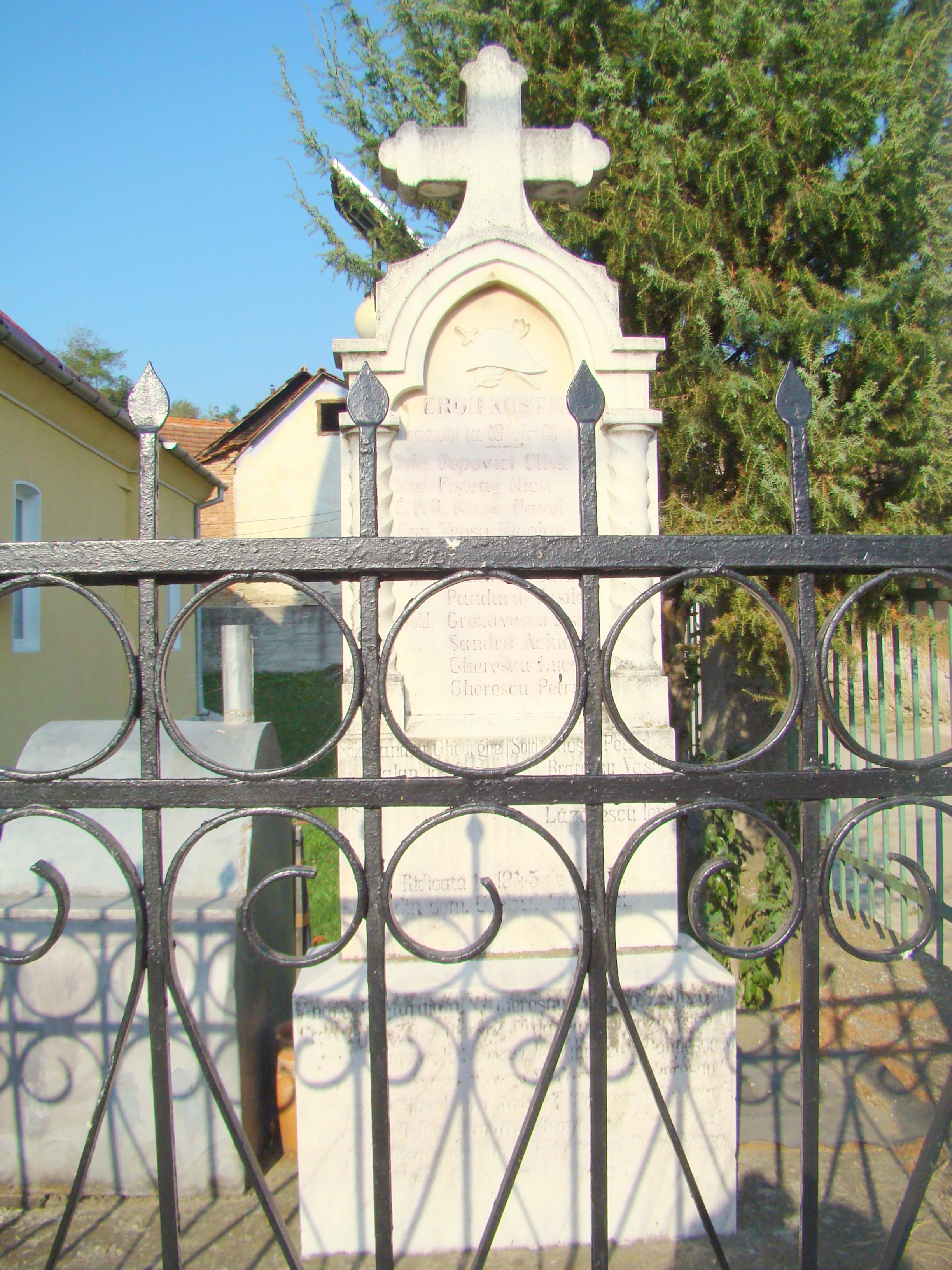

## Imagini din interior

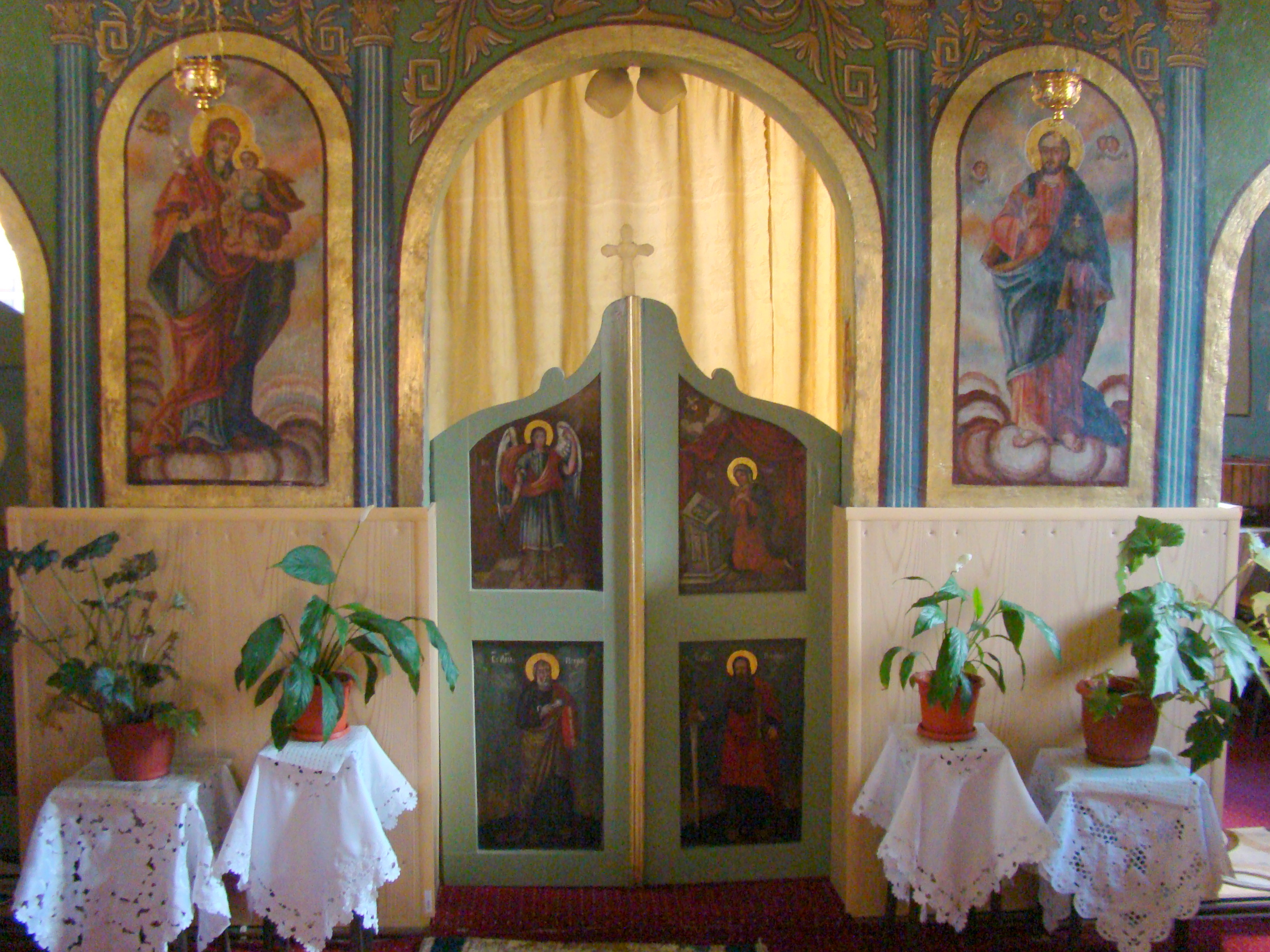
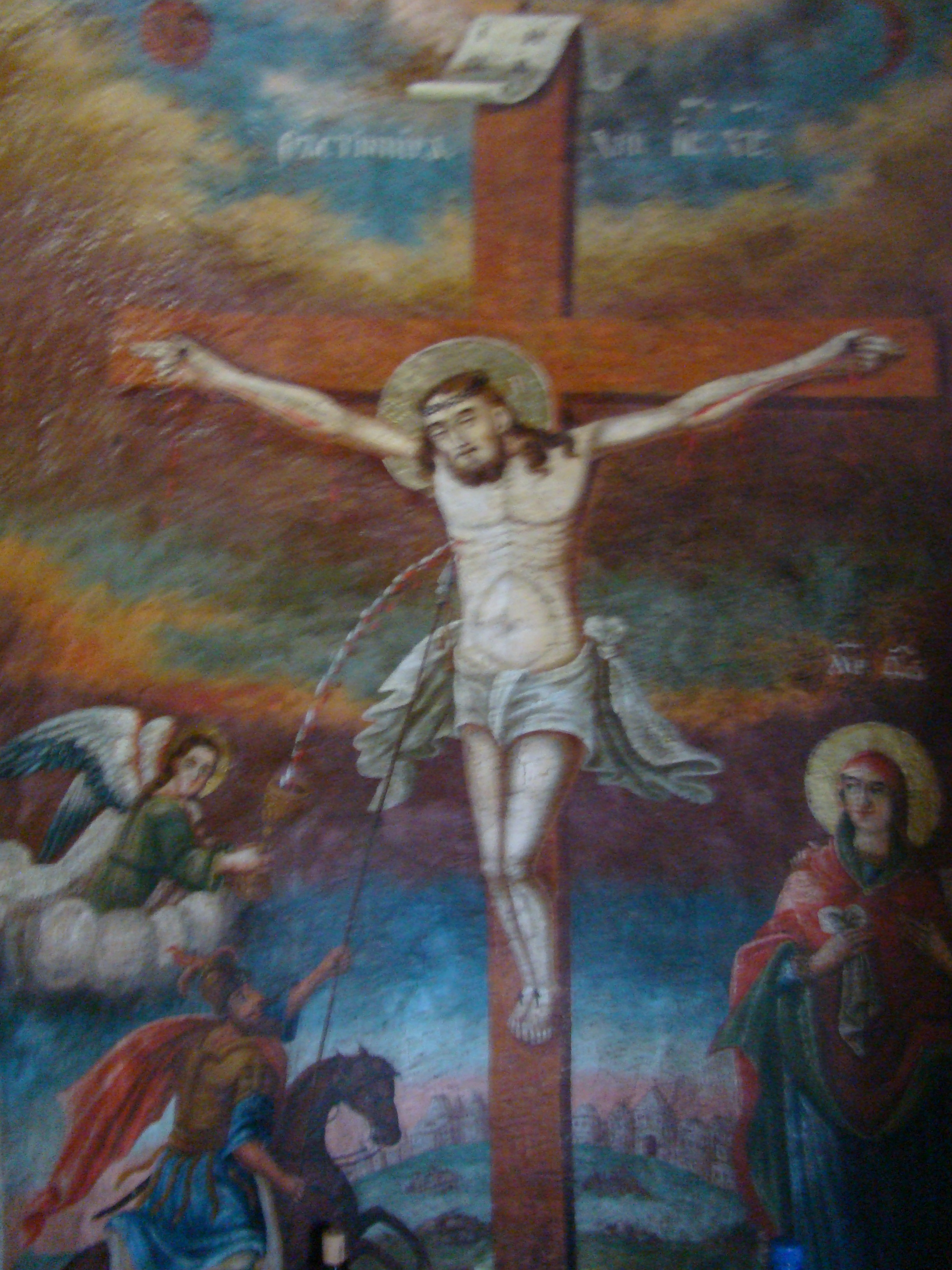
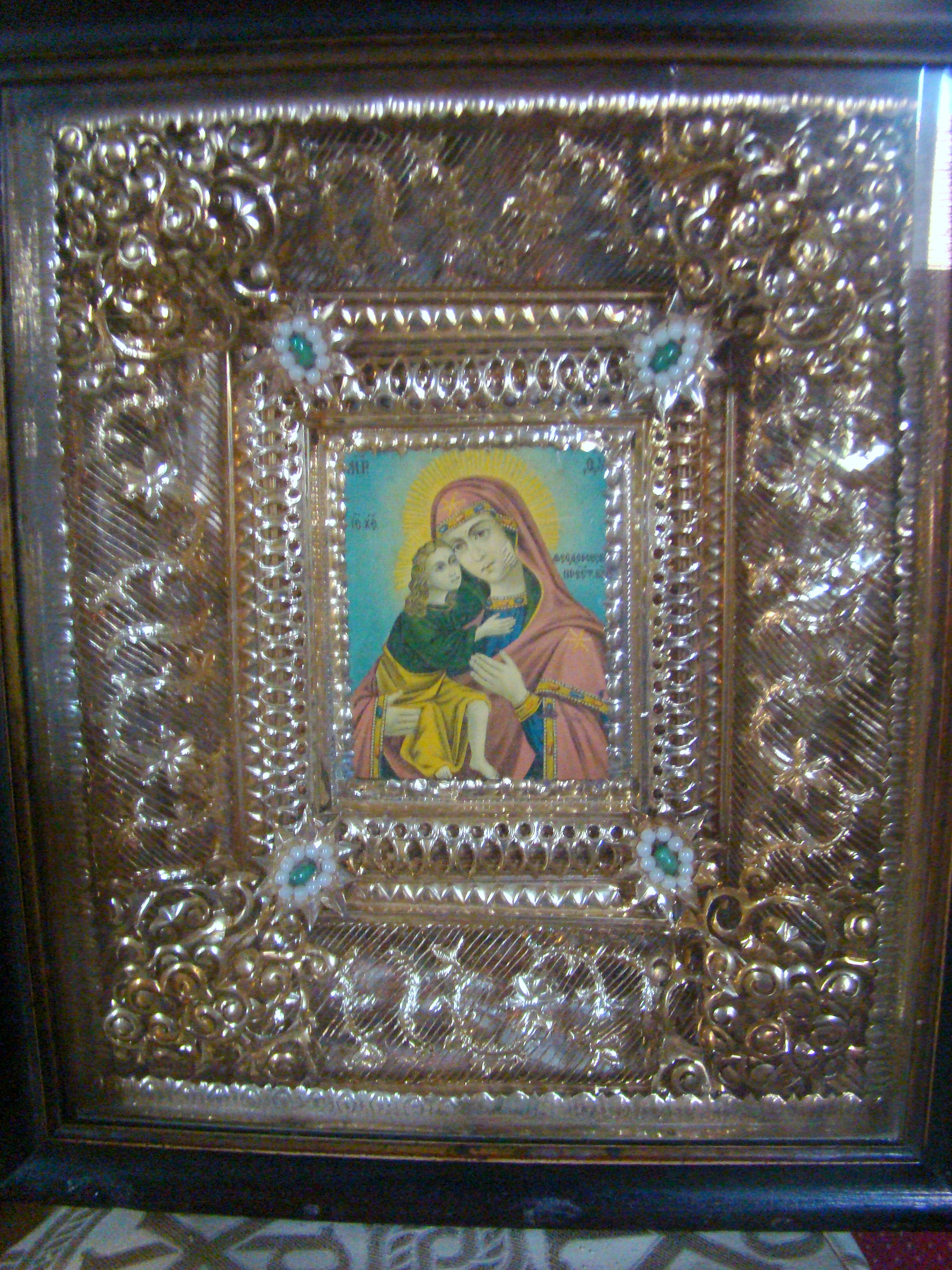
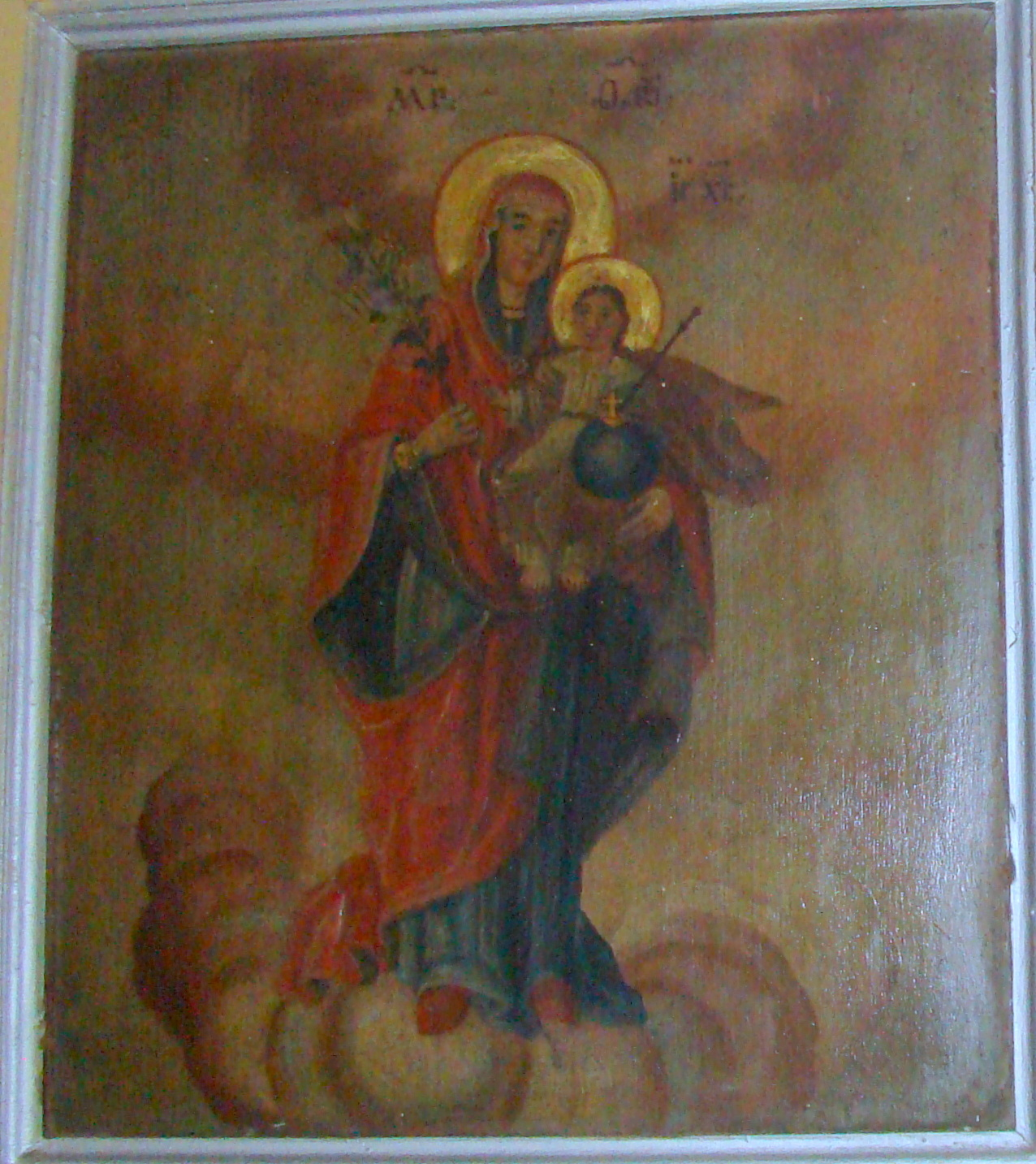
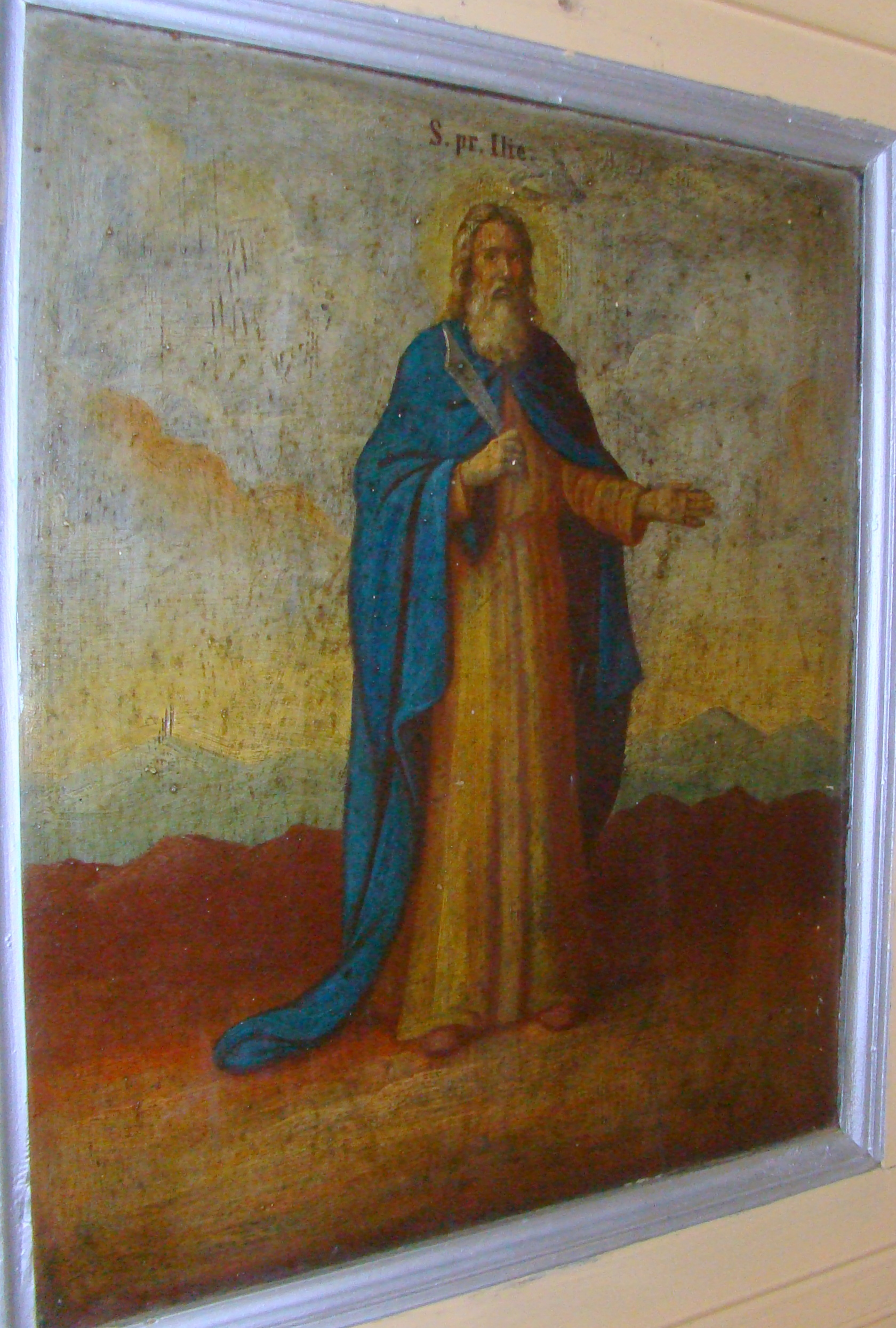
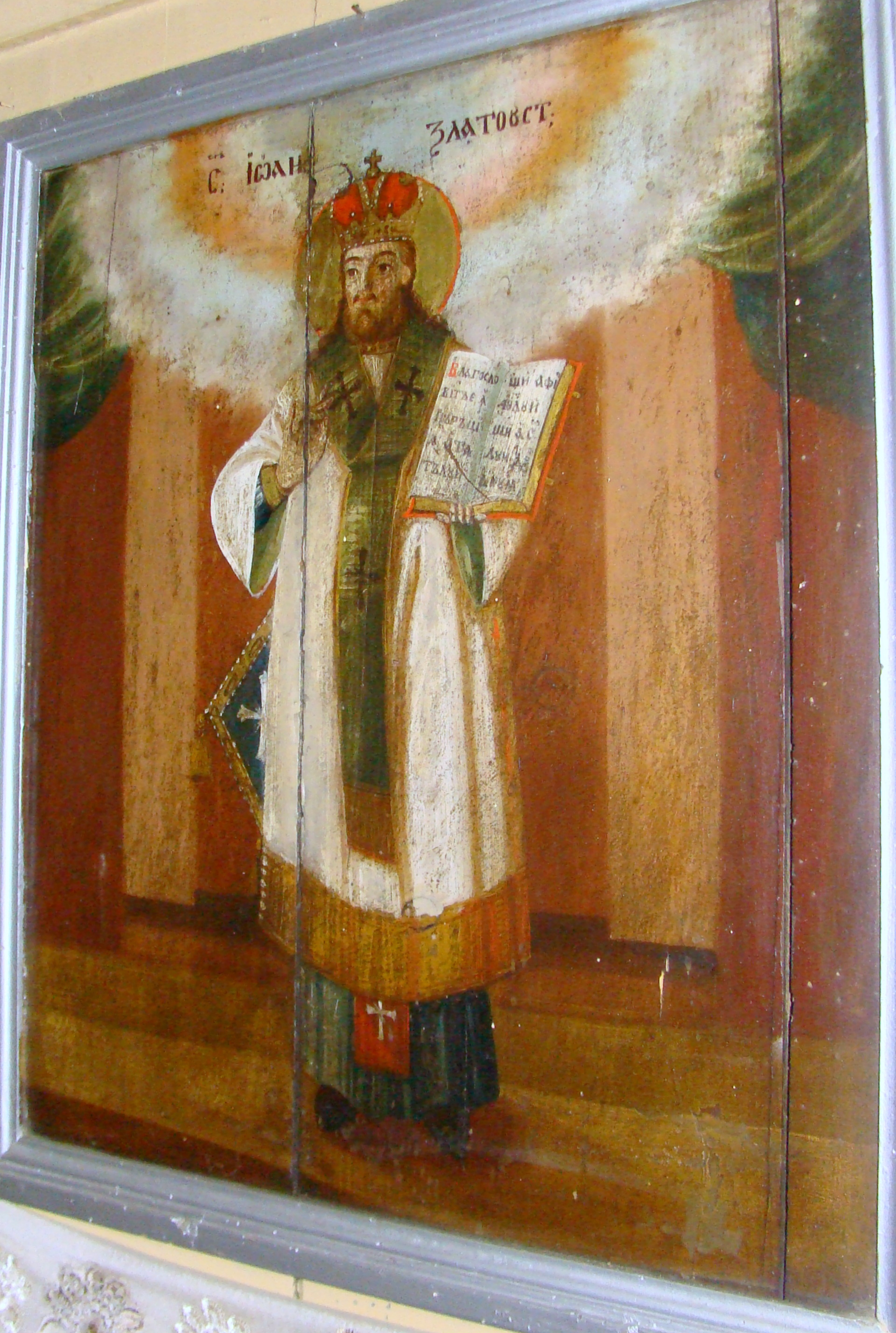
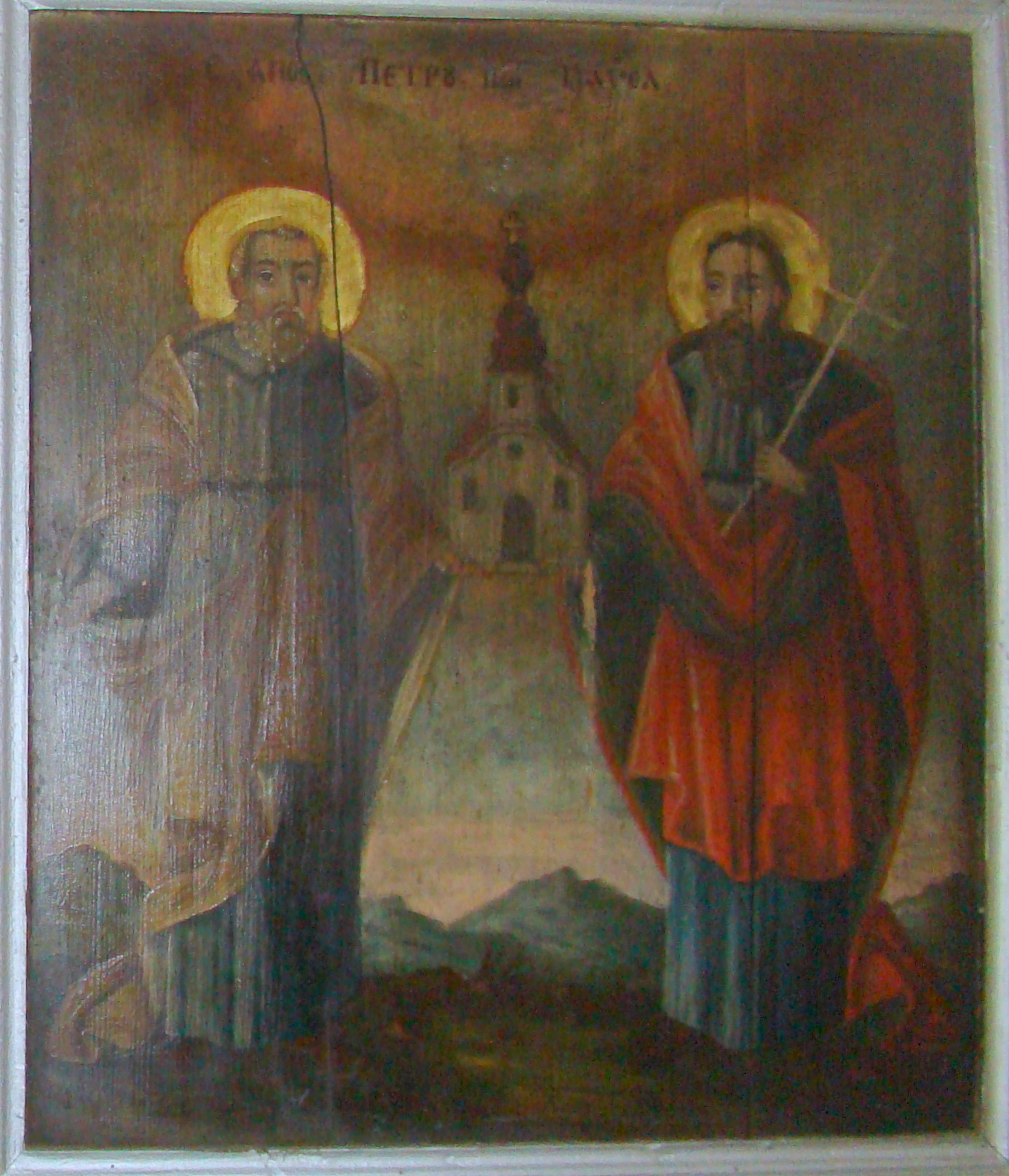
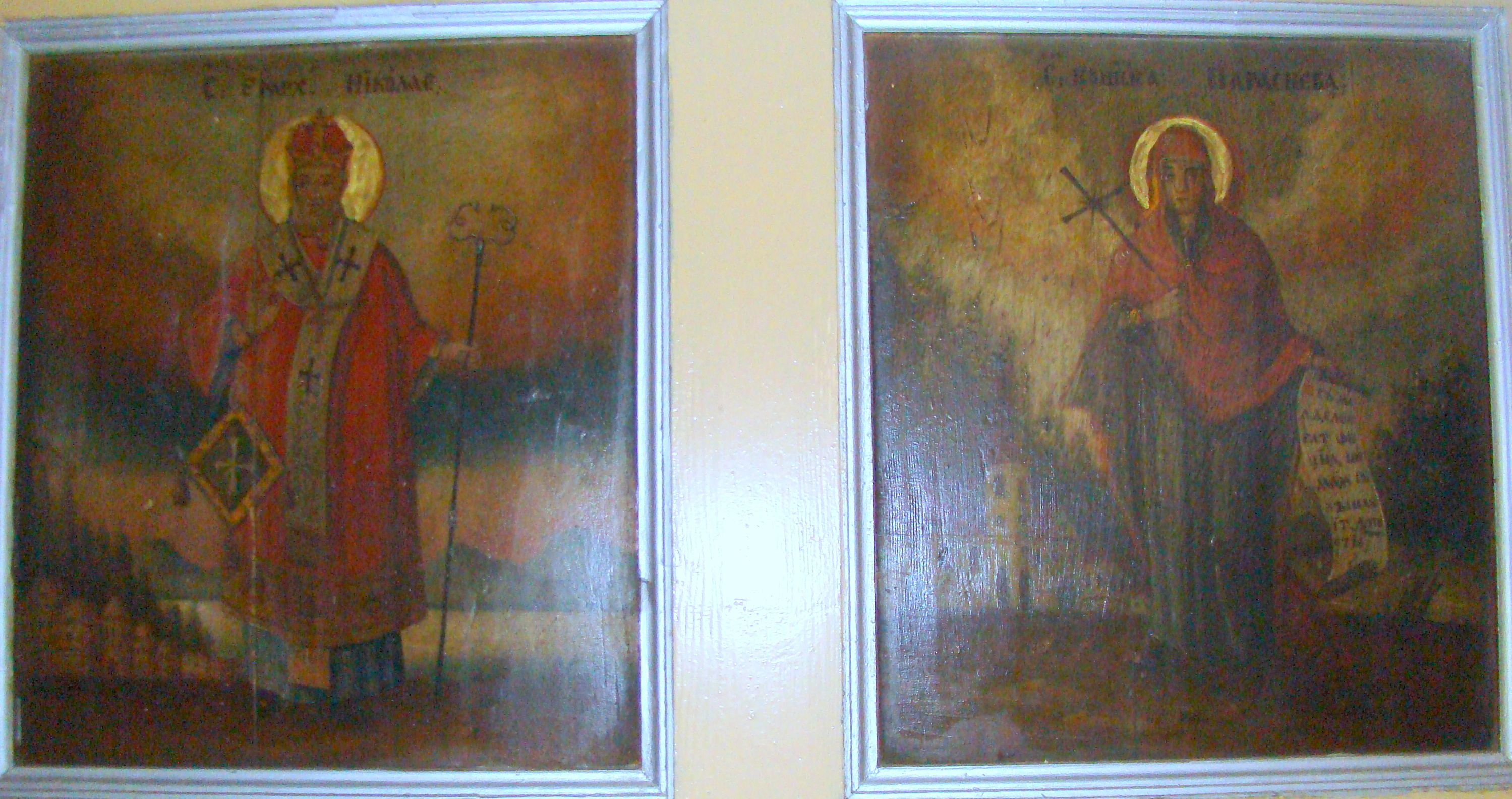
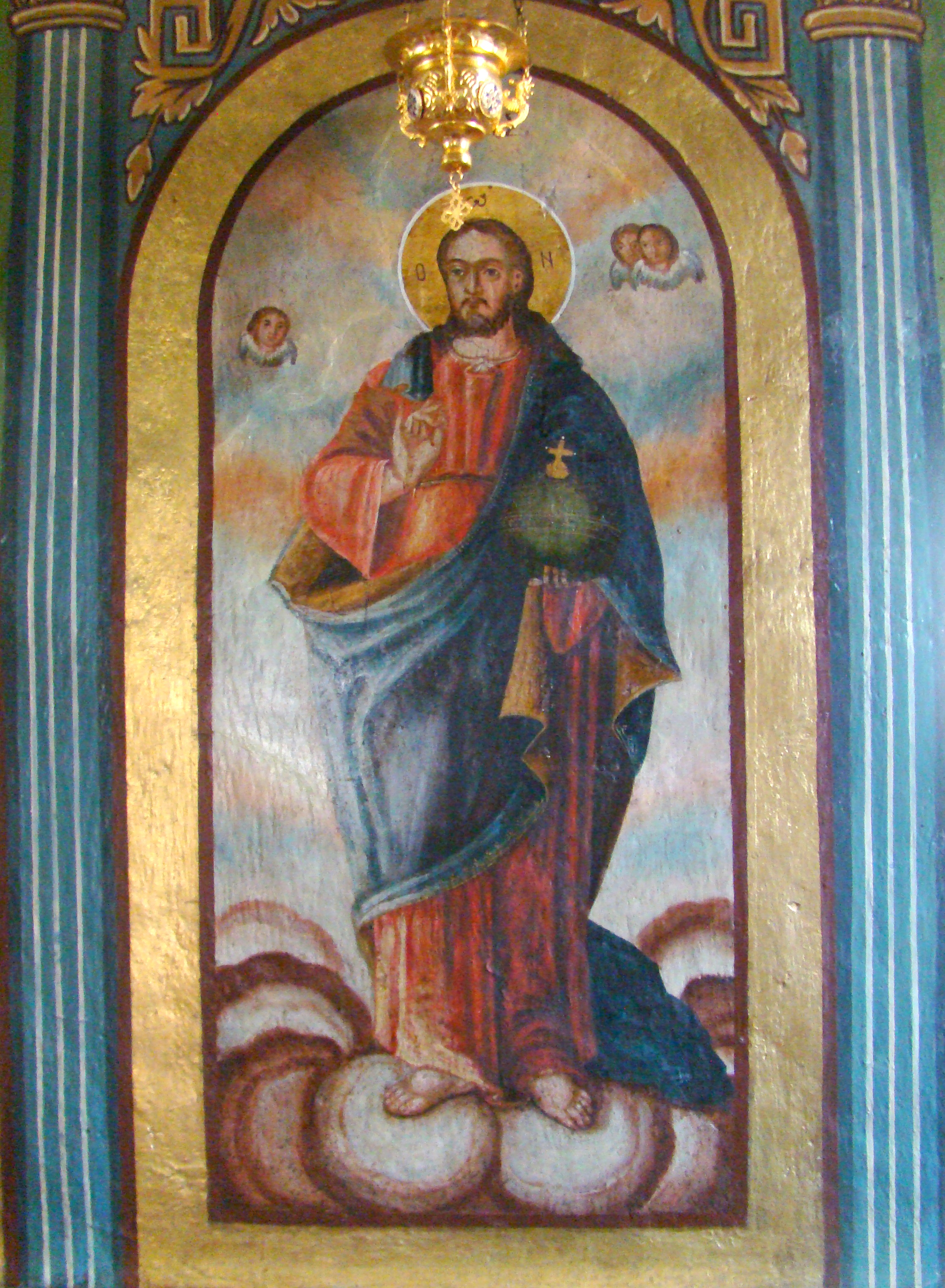
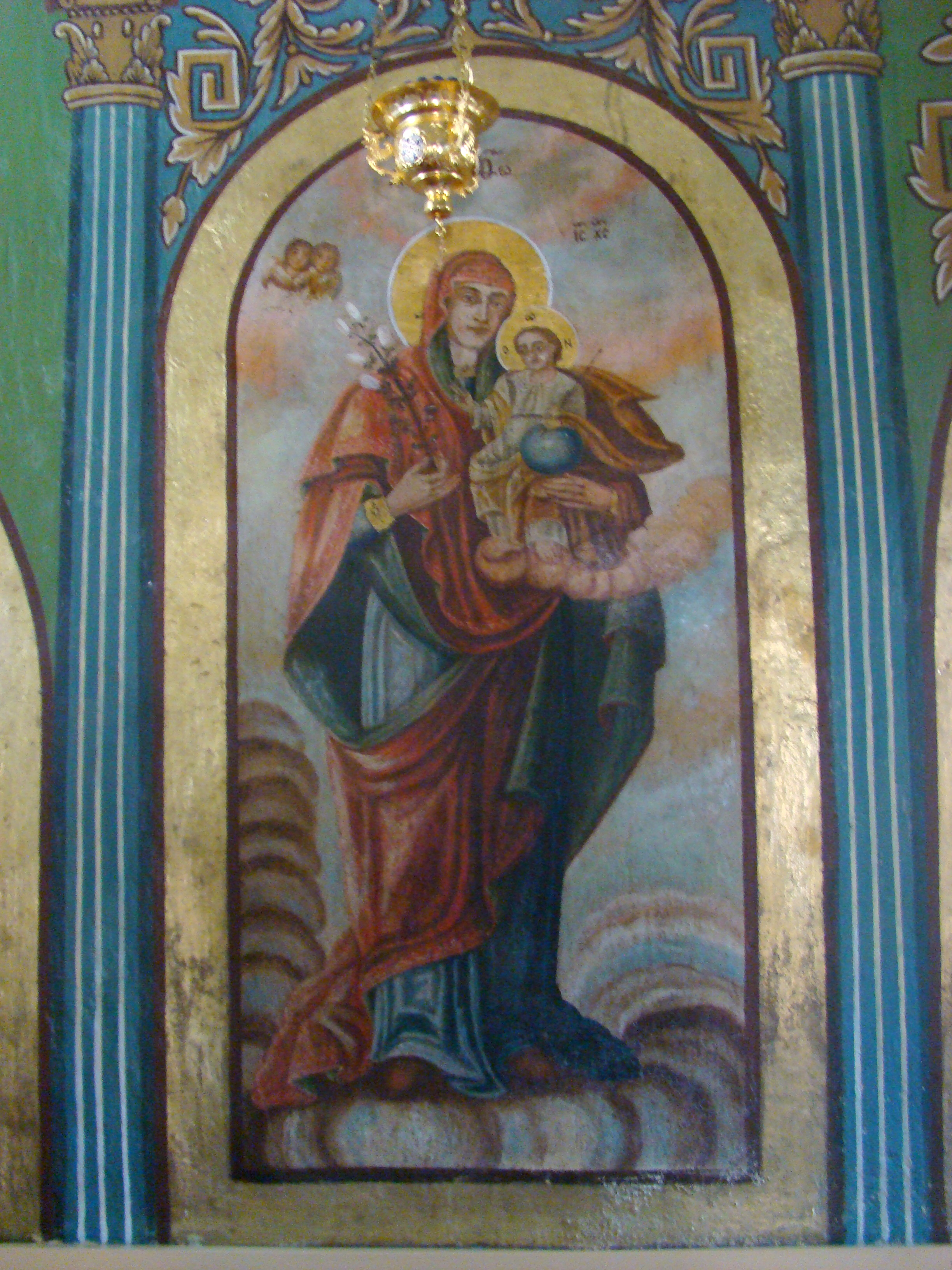
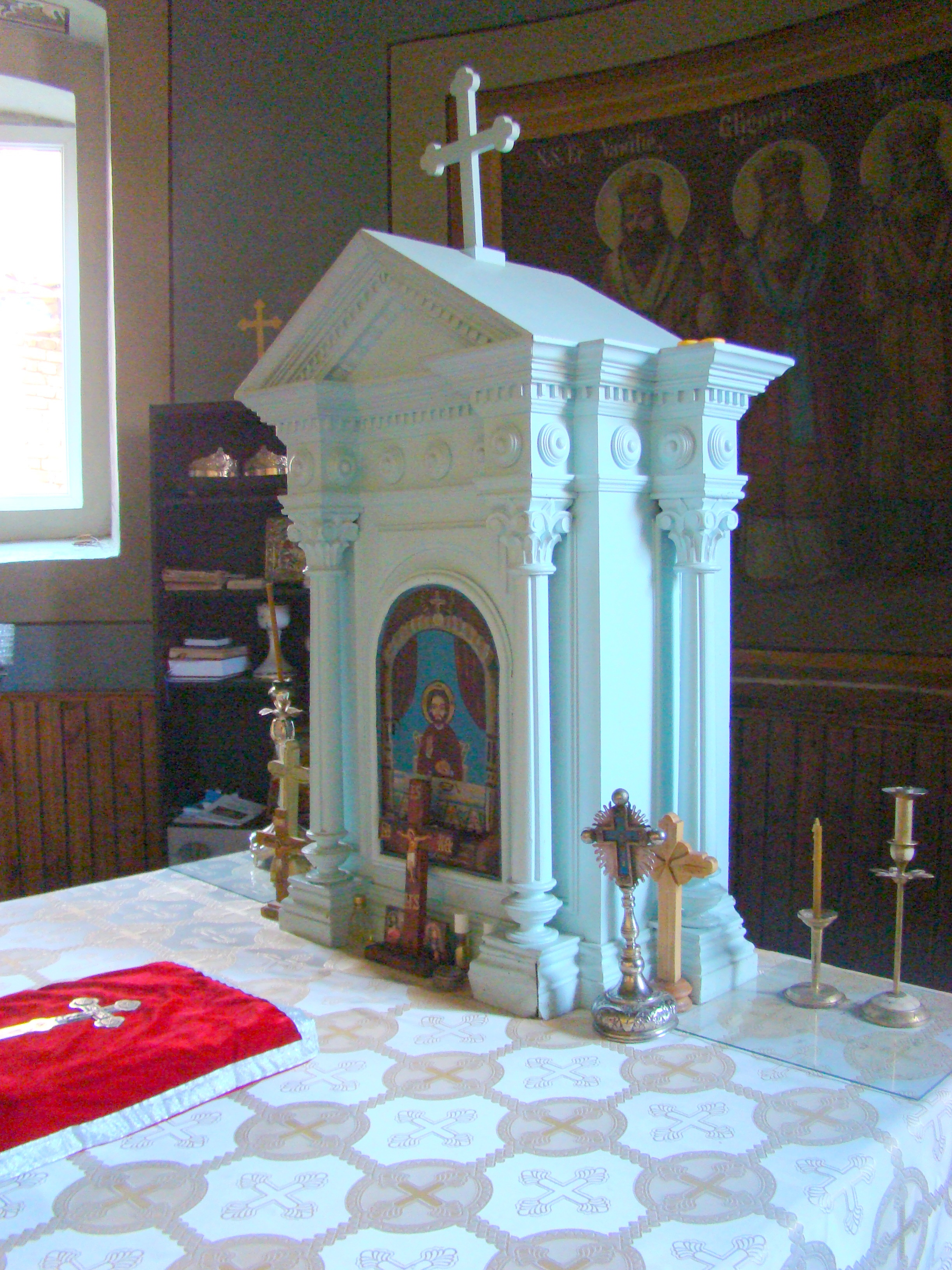
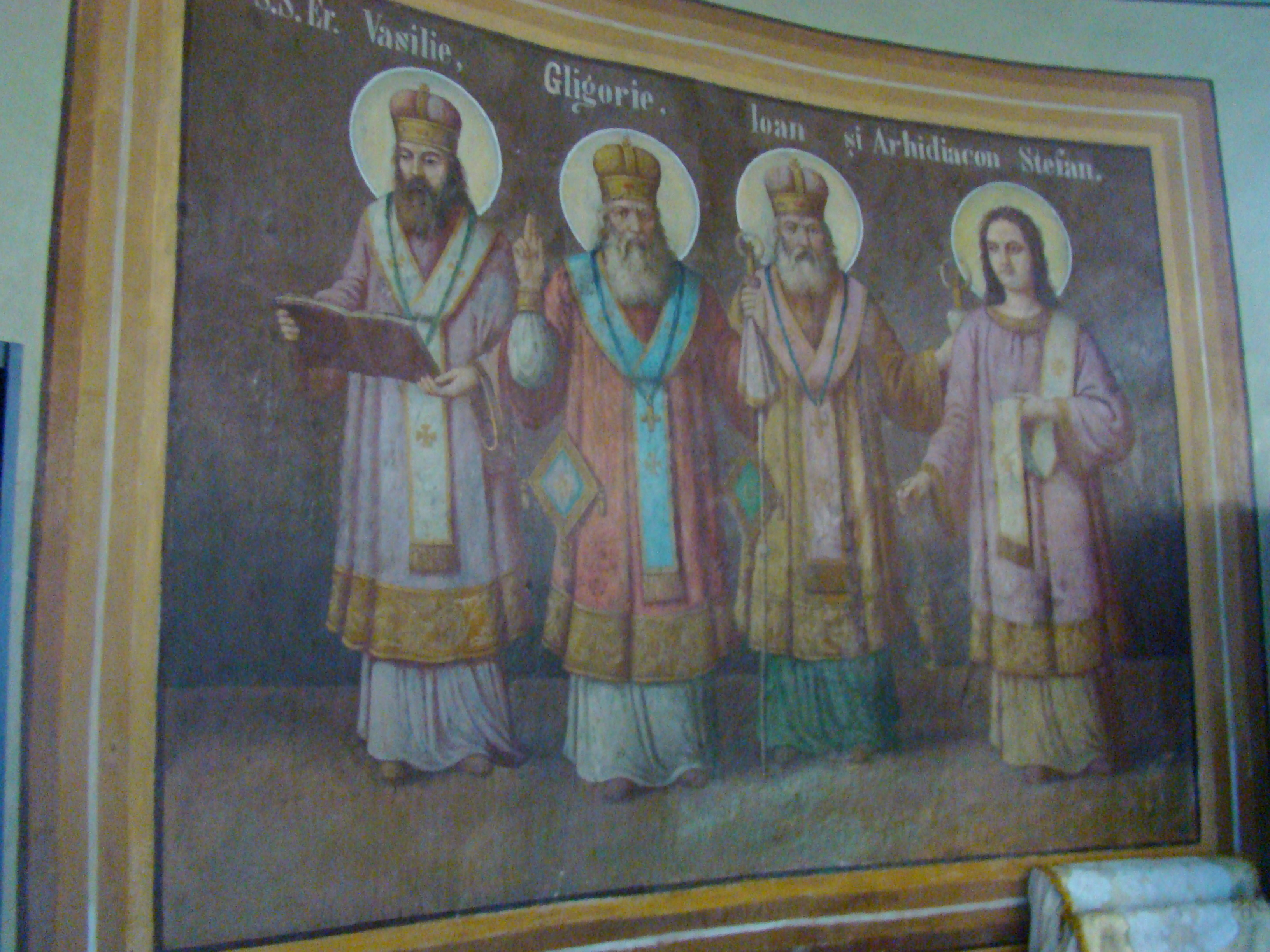
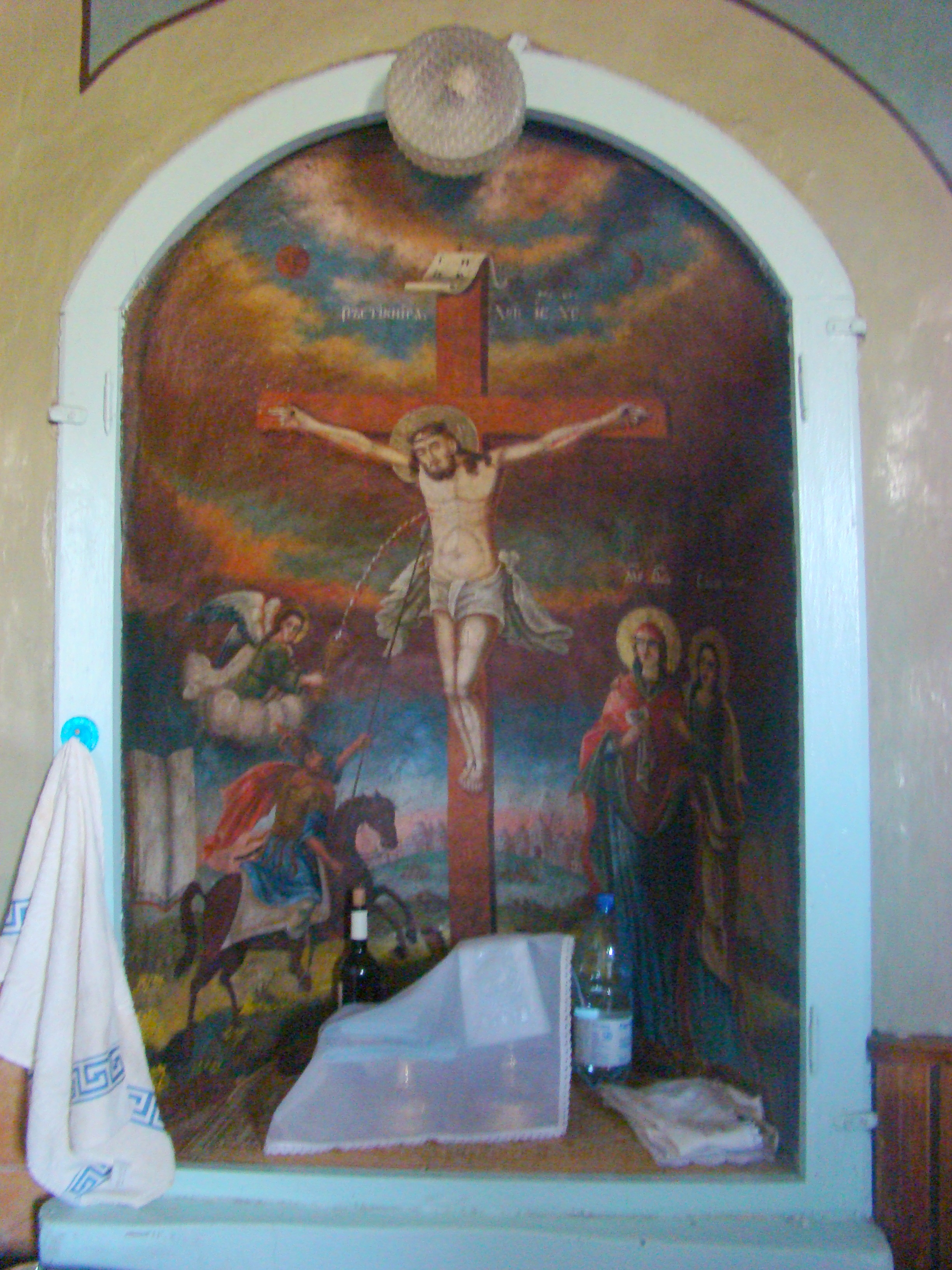
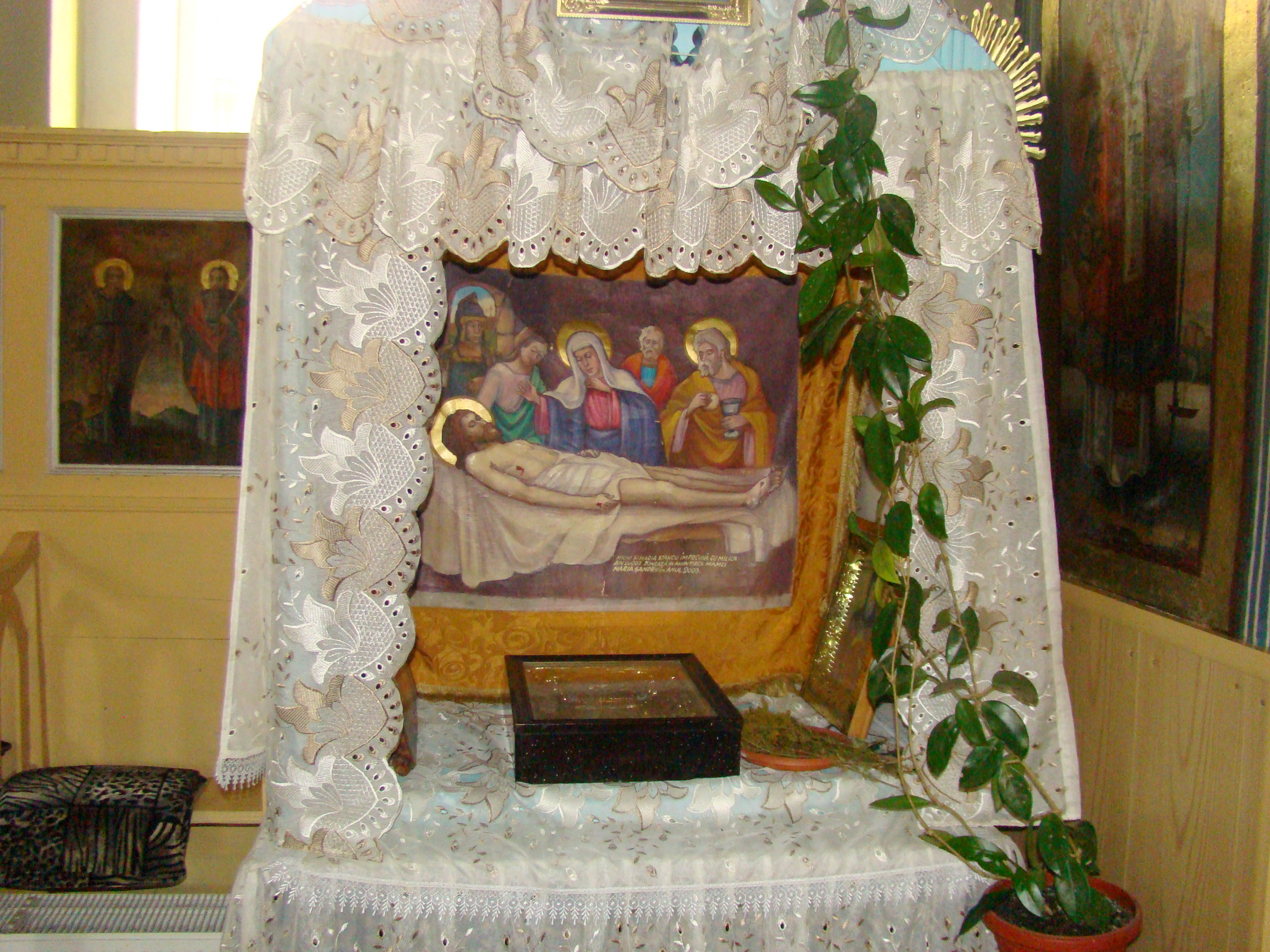
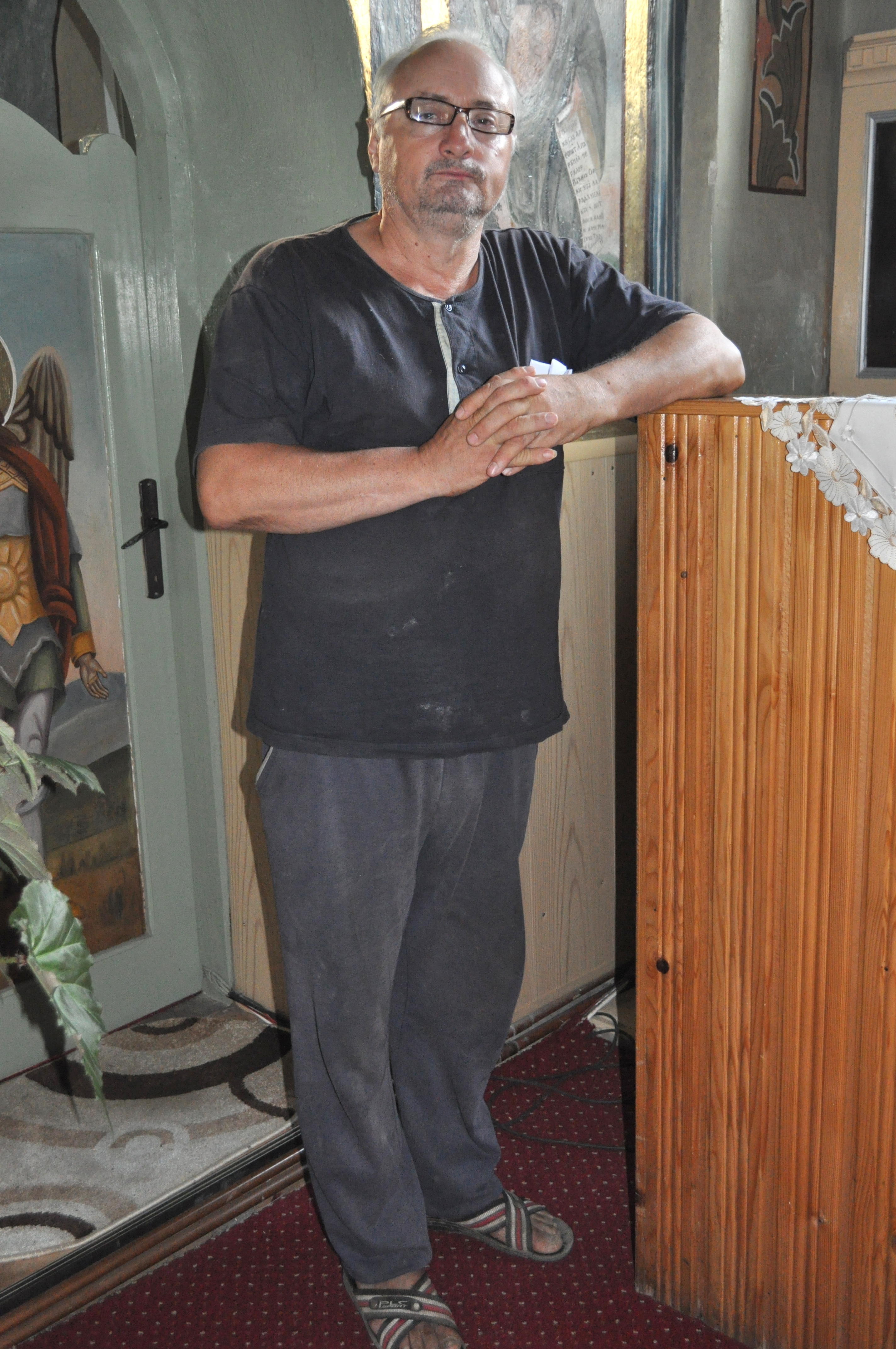
Epitropul bisericii „Sfântul Nicolae” din Globu Craiovei: Grigore Mihu
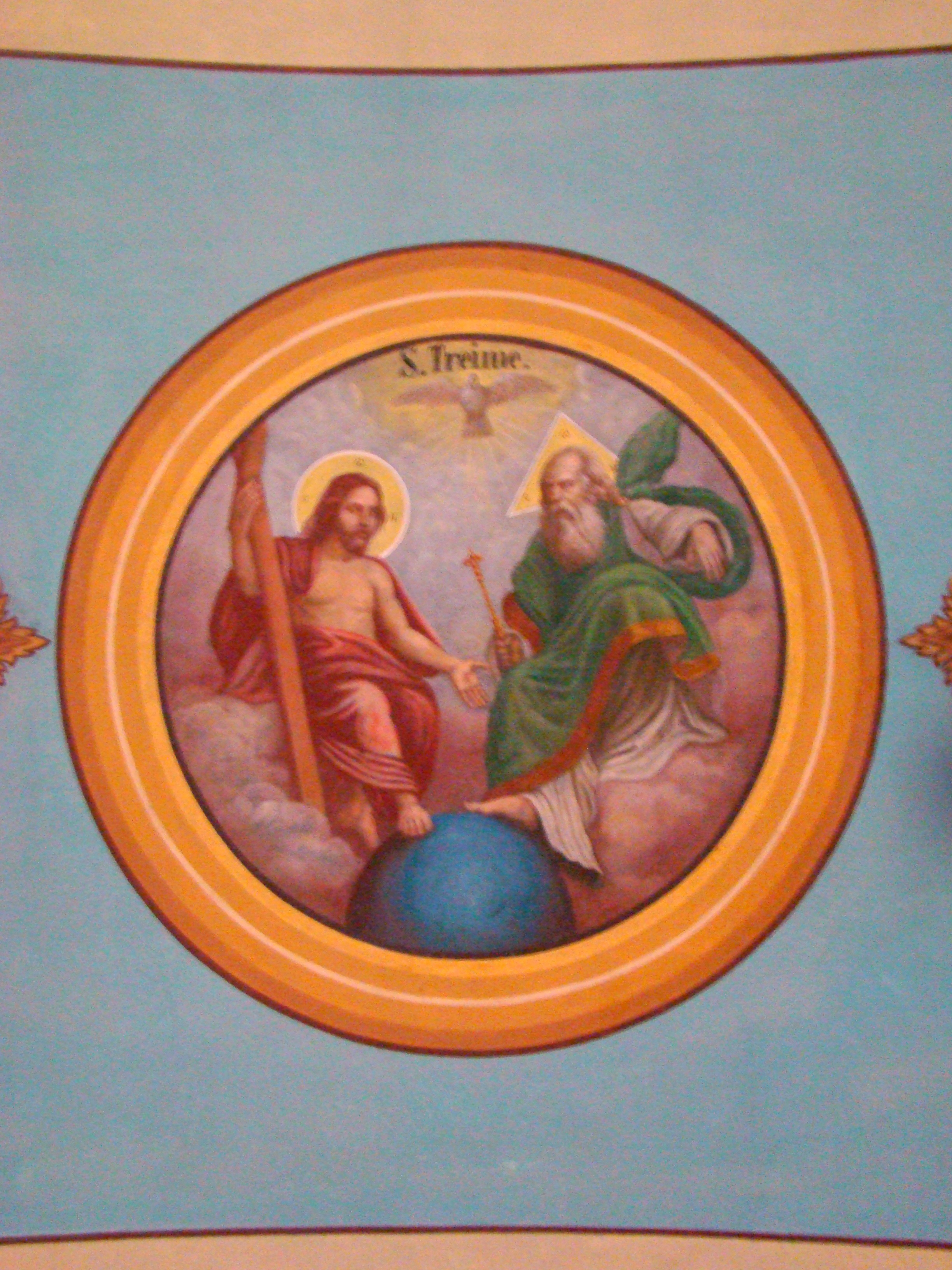
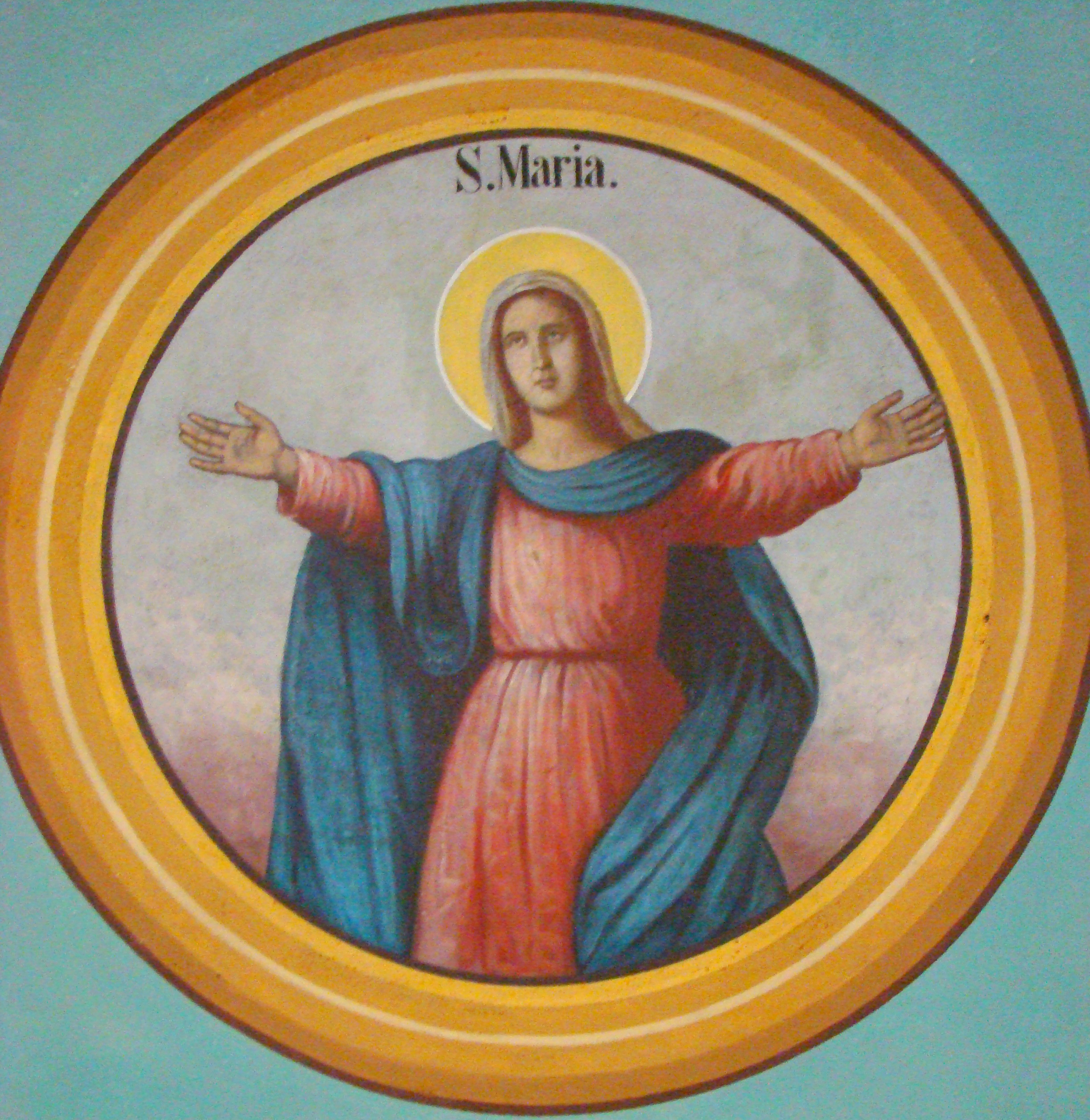
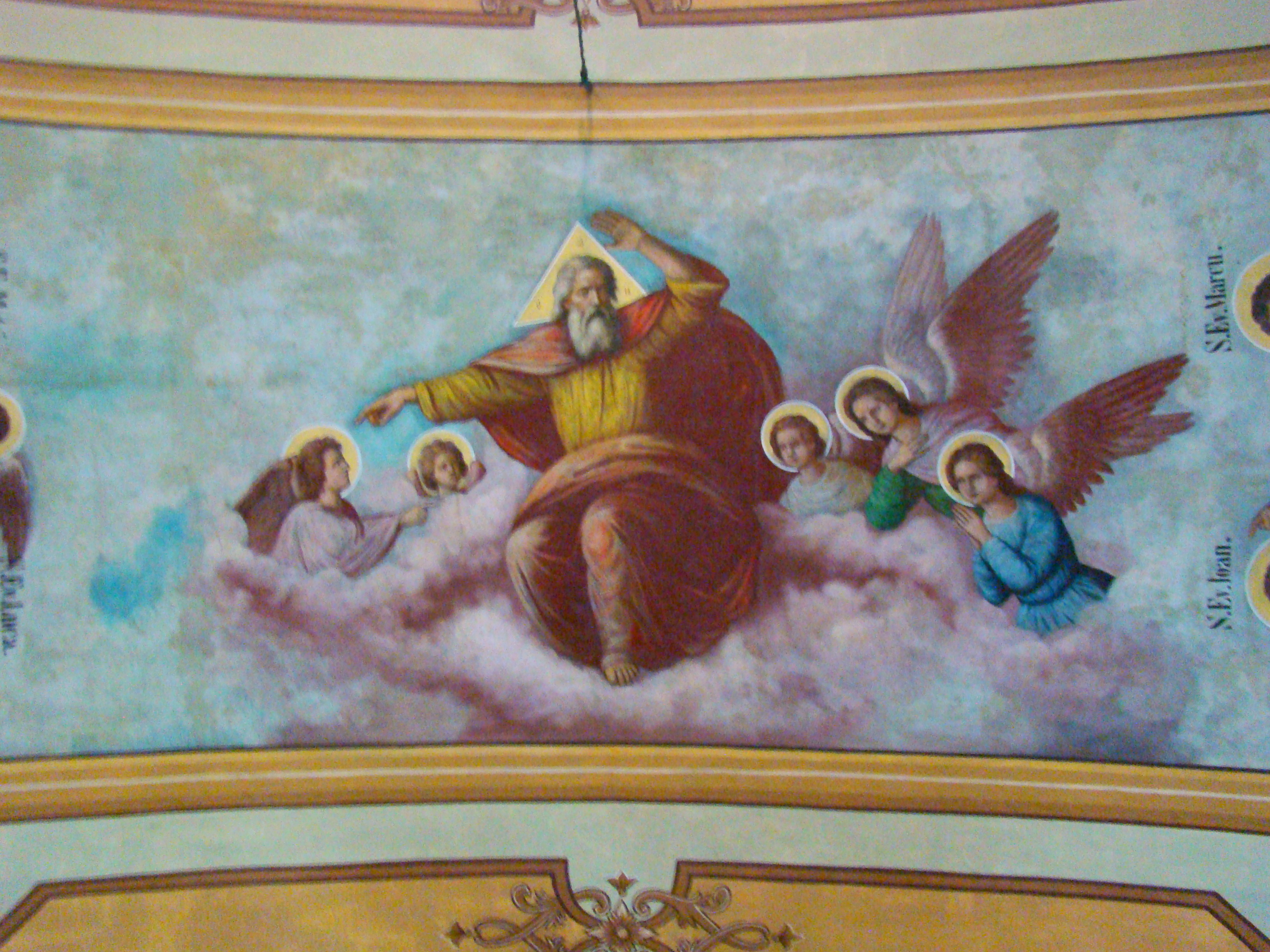
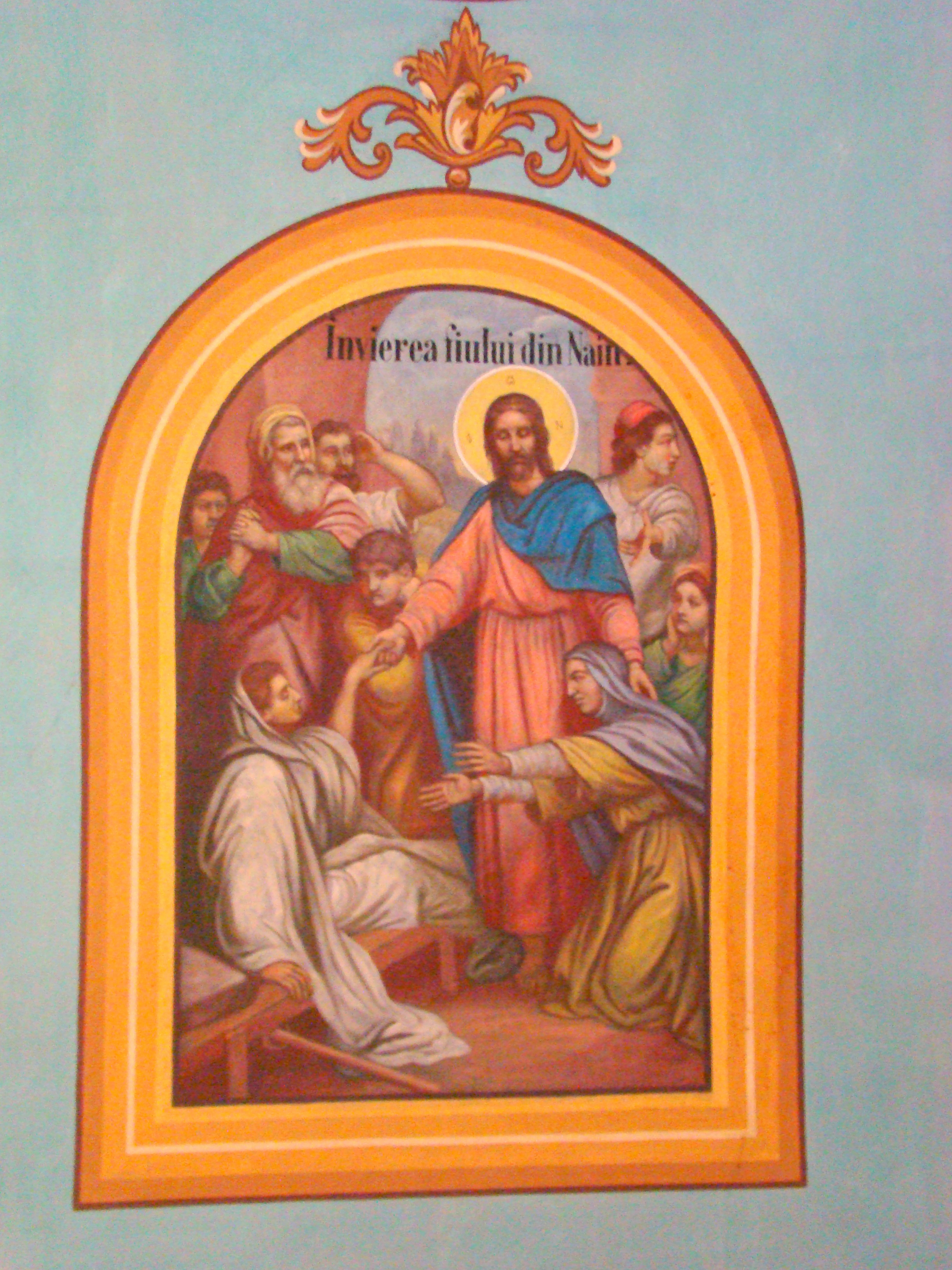
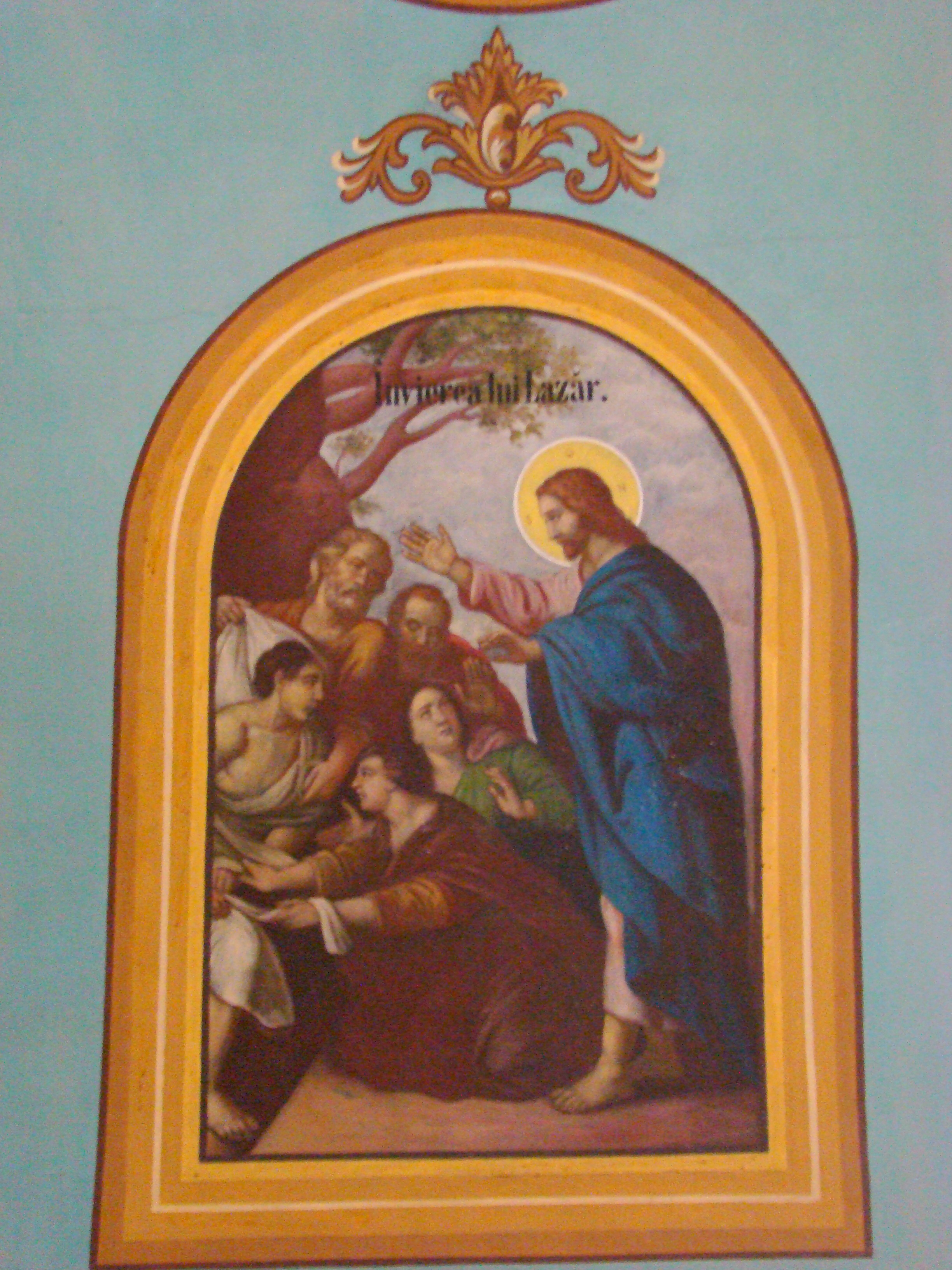
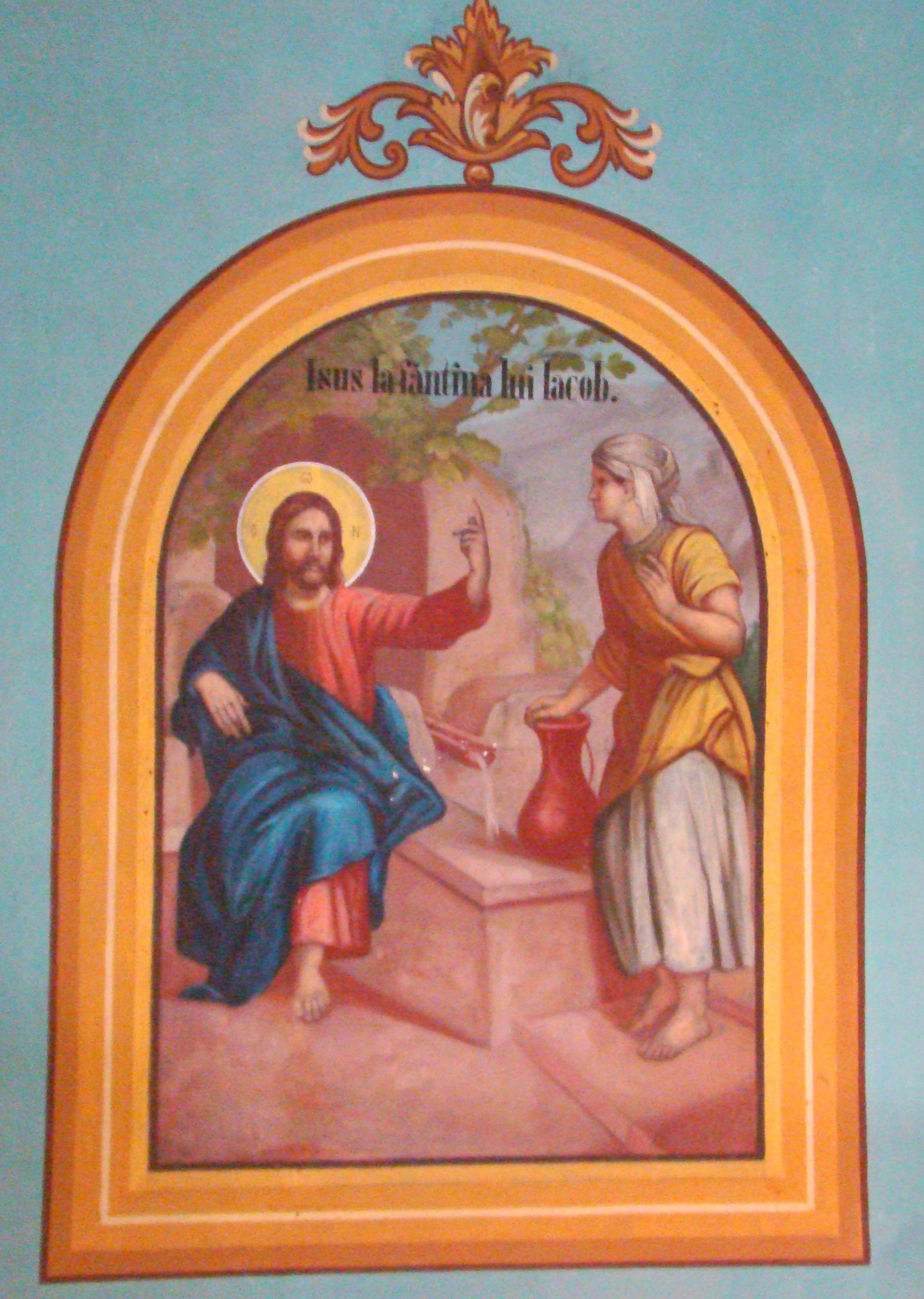
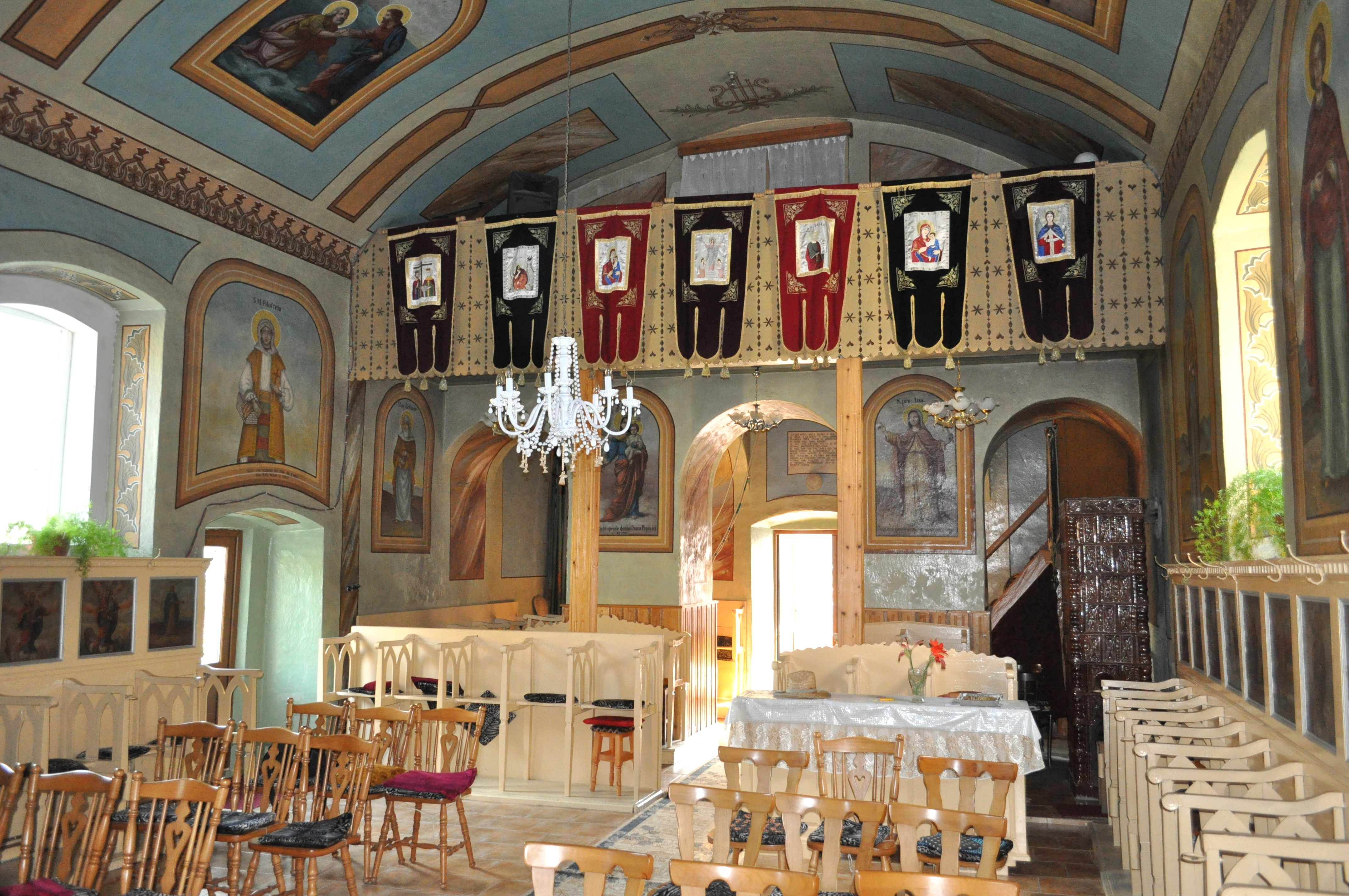